# كوريا الجنوبية
كوريا الجنوبية ورسمياً جمهورية كوريا (بالهانغل: 대한민국، وبالهانجا: 大韓民國، وحرفياً: داي هان مِن غُك)، هي دولة ذات سيادة تقع في الجزء الجنوبي من شبه الجزيرة الكورية. يشتق اسم «كوريا» من مملكة كوريو، السلالة التي حكمت في العصور الوسطى. تجاورها الصين من الغرب، واليابان من الشرق، وكوريا الشمالية من الشمال، ومضيق كوريا من الجنوب. تقع كوريا الجنوبية في المنطقة الشمالية من الكرة الأرضية وهي ذات طبيعة جبلية في الغالب. وتبلغ المساحة الإجمالية لكوريا الجنوبية 99.392 كيلومتراً مربعاً وعدد سكانها يفوق 51 مليون نسمة، وعاصمتها وأكبر مدنها سيول، تشمل المدن الكبرى الأخرى بوسان ودايجو وإنتشون. عملة كوريا الجنوبية هي الوون الكوري الجنوبي وتلعب كوريا الجنوبية دورًا كبيرًا ومهمًا جدا في اتخاذ القرارات والتطور في منطقة شرق آسيا.
تشير الاكتشافات الأثرية إلى أنه قد تم احتلال شبه الجزيرة الكورية خلال فترة العصر الحجري القديم السفلي. ويبدأ التاريخ الكوري مع تأسيس غوجوسون في 2333 قبل الميلاد على يد الأسطوري دانغن وانغوم. وقد أعقب توحيد الممالك الكورية الثلاث تحت حكم مملكة شلا عام 668 بعد الميلاد، وخضوع كوريا لحكم مملكة كوريو و مملكة جوسون كأمة واحدة حتى نهاية الإمبراطورية الكورية عام 1910، عندما تم ضمها إلى اليابان. بعد التحرير والاحتلال السوفياتي والحرب الكورية ونهاية الحرب العالمية الثانية، تم تقسيم البلاد إلى كوريا الشمالية وكوريا الجنوبية، حيث أسست كوريا الجنوبية عام 1948 بوصفها دولة ديمقراطية، على الرغم من الاضطرابات السياسية والحكم العسكري والأحكام العرفية التي ميزت معظم تلك الفترة وحتى تأسيس الجمهورية السادسة عام 1987.
أدّى غزو كوريا الجنوبية من قبل قوات كوريا الشمالية في 25 يونيو عام 1950، إلى نشوب الحرب بين الكوريتين والتي انتهت باتفاق الهدنة، ولكن تبقى الحدود بين البلدين هي الأكثر تحصيناً في العالم. ومع مرور العقود التالية، نما الاقتصاد الكوري الجنوبي بشكل ملحوظ وتحولت إلى بلد ذات اقتصاد رئيسي،  ودولة تتمتع بالديموقراطية، وقوة إقليمية في شرق آسيا.
كوريا الجنوبية هي جمهورية رئاسية تتكون من 17 تقسيم إداري، وهي من البلدان المتقدمة ذات مستوى معيشي عال جداً. فهي رابع أكبر اقتصاد في آسيا ورقم 15 (بشكل رمزي) أو 12 (من حيث تكافؤ القوة الشرائية) كأكبر اقتصاد في العالم. ويقوم الاقتصاد على التصدير، مع الإنتاج المرتكز على الإلكترونيات، والسيارات، والسفن،    والآلات، والبتروكيماويات، والروبوتات. كوريا الجنوبية هي عضو في الأمم المتحدة ومنظمة التجارة العالمية، ومنظمة التعاون والتنمية. وهي أيضا إحدى الأعضاء المؤسسين للآبيك (منتدى التعاون الاقتصادي لدول آسيا والمحيط الهادئ) وقمة شرق آسيا.

## أصل التسمية
اسم كوريا مستمد من مملكة كوريو، في حد ذاته يشير إلى المملكة القديمة من جوجوريو، أول سلالة الكورية من قبل التجار الفارسي الذي أشار إلى كوريو زار (كوريو، 고려). كما كوريا هذا المصطلح أيضا أصبح كوريو على نطاق واسع يستخدم للإشارة إلى جوجوريو ، التي غيرت اسمها كوريو في قرن الخامس. (هجاء الحديث، «كوريا»، وأول ما ظهرت في أواخر القرن 17 في كتابات السفر لشركة الهند الشرقية الهولندية في هندريك هامل.). وعلى الرغم من التعايش بين هجاء كوريا وكوريا في المنشورات القرن 19، وبعض الكوريين يعتقدون أن اليابان، في وقت قريب من الاحتلال الياباني، موحدة عمدا الإملائي في كوريا، مما يجعل اليابان تظهر أولا أبجديا.
بعد أن تم استبدال كوريو من مملكة جوسون عام 1392، أصبح جوسون الاسم الرسمي لكامل أراضي، على الرغم من لم يكن من المقبول عالميا. الاسم الرسمي الجديد لديه أصله في البلاد القديم جوجوسيون (قديم جوسون). في عام 1897، غيرت سلالة جوسون الاسم الرسمي للبلاد من جوسون إلى (الإمبراطورية الكورية). اسم دايهان، والتي تعني «هان العظيم» حرفيا، مستمد من سمحان (ثلاثة هانز). ومع ذلك، فإن اسم جوسون كانت لا تزال تستخدم على نطاق واسع من قبل الكوريين إلى الرجوع إلى بلدهم، على الرغم من أنه لم يعد الاسم الرسمي. تحت الحكم الياباني، وهما أسماء هان وجونسون تعايشت. كانت هناك العديد من الجماعات الذين ناضلوا من أجل الاستقلال، وأبرزها الحكومة المؤقتة لجمهورية كوريا (대한민국 임시 정부 / 大韓民國臨時政府).
بعد استسلام اليابان، في عام 1945، اعتمد جمهورية كوريا (대한민국 / 大韓民國) كاسم قانوني لبلد جديد. لأن الحكومة تسيطر فقط على الجزء الجنوبي من شبه الجزيرة الكورية، وقد صاغ مصطلح غير رسمي كوريا الجنوبية، أصبحت شائعة على نحو متزايد في العالم الغربي. في حين الكوريين الجنوبيين استخدام هان (أو هان) للإشارة إلى البلد بأكمله، كوريا الشمالية استخدام جوسون كاسم البلاد.

## التاريخ
مع نهاية الحرب العالمية الثانية في 1945، قُسِّمت كوريا رغماً عنها من طرف كبرى القوى العالمية إلى منطقتي نفوذ. تلت هذه الأحداث قيام حكومتين موازيتين في 1948، حكومة شيوعية في الشمال، وأخرى موالية لأمريكا في الجنوب. قامت الحرب الكورية سنة 1950، دعمت الولايات المتحدة كوريا الجنوبية، بينما قامت الصين بدعم كوريا الشمالية. اتفق الجانبان على عمل هدنة سنة 1953، وتم تقسيم شبه الجزيرة إلى جزئين يفصلهما نطاق منزوع السلاح.
عرفت كوريا الجنوبية وتحت الحكم الاستبدادي لحكومة إي سنغ مان ثم القيادة الدكتاتورية لباك تشونغ هي تطوراً اقتصادياً سريعاً. كما عرفت الفترة اضطرابات سياسة عدة، انتهت هذه مع نجاح موجة الاحتجاجات في قلب النظام الديكتاتوري وتنصيب حكومة ديموقراطية، ظل احتمال إعادة توحيد الكوريتين يطغى على الأوليات السياسية الأخرى في البلاد. لم يتم إلى الآن التوقيع على أي اتفاق سلام بين الجارتين. تم عقد أول لقاء تاريخي بين الشمال والجنوب. جاءت هذه اللقاءات تتويجا لسياسة ضوء الشمس التي انتهجتها حكومة كوريا الجنوبية، ورغم ما تعلنه جارتها الشمالية عن مشروعها النووي.

### قبل التقسيم

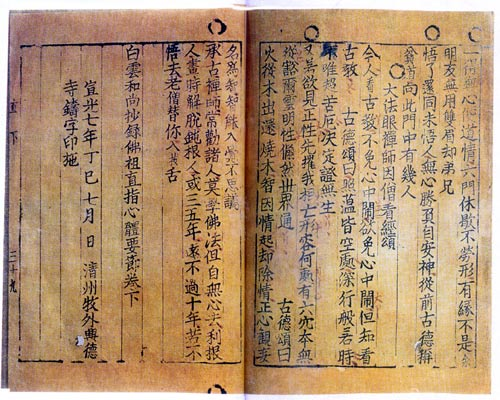
جيكجي، وهو أول كتاب مطبوع معروف مع نوع المعدن المنقولة في 1377. المكتبة الوطنية في باريس.

التاريخ الكوري يبدأ مع تأسيس تشوسون (كثيرًا ما يعرف باسم "جوجوسيون" لمنع الخلط بينها وبين آخر سلالة تأسست في القرن 14، والبادئة الذهاب يعني "كبار السن"، "قبل" أو "في وقت سابق ') في 2333 قبل الميلاد من قبل دانغن وانغوم، وفقا لعلم الأساطير المؤسسة الكورية. جوجوسيون توسعت حتى كانت تسيطر على شبه الجزيرة الكورية الشمالية، وبعض أجزاء من منشوريا. بعد العديد من الصراعات مع أسرة هان الصينية، تفككت جوجوسيون، مما أدى إلى الممالك بروتو، وثلاثة من فترة كوريا.
في القرون الأولى من العصر المشترك، احتلت بيو، أوكجو، دونغي، والكونفدرالية سامهان شبه الجزيرة وجنوب منشوريا. من مختلف الدول، نما غوغوريو، بايك جي، وسيلة للسيطرة على شبه الجزيرة و الممالك الثلاث من كوريا. قاد توحيد الممالك الثلاث التي كتبها سيلا في الفترة من 676 إلى شمال الولايات الجنوبية، التي كانت تسيطر كثيرا من شبه الجزيرة الكورية من قبل شلا الموحدة، في حين نجح بالهاي لديهم السيطرة على الأجزاء الشمالية من جوجوريو.
في شلا الموحدة، وشجع الشعر والفن، وازدهرت الثقافة البوذية. ظلت العلاقات بين كوريا والصين هادئة نسبيا خلال هذه الفترة. ومع ذلك، ضعفت سيلا الموحدة تحت الصراعات الداخلية، واستسلموا لمملكة كوريو في 935. تشكلت بالهاي، جارة سيلا إلى الشمال، باعتبارها دولة خلفا مملكة كوكوريو. أثناء أوجها، بالهاي تسيطر على غالبية منشوريا وأجزاء من الشرق الأقصى الروسي. وهبط إلى خيطان في عام 926.
كان موحدا في شبه الجزيرة بواسطة تايجو إمبراطور مملكة غوريو في 936. مثل شلا، وكانت مملكة غوريو حالة ثقافية عالية وخلق جيكجي عام 1377، وذلك باستخدام الأقدم في العالم نوع المعدن المنقولة المطبعة. وغزوات المغول في القرن 13 ضعفت كثيرا غوريو. بعد ما يقرب من 30 عاما من الحرب، واصلت كوريا غوريو إلى الحكم، وإن كان حليفا رافد والمغول. بعد انهيار الإمبراطورية المنغولية، ثم الصراع السياسي الحاد و استعيض عن مملكة غوريو من مملكة جوسون في عام 1392 بعد تمرد من قبل الجنرال إي سنغ غاي.

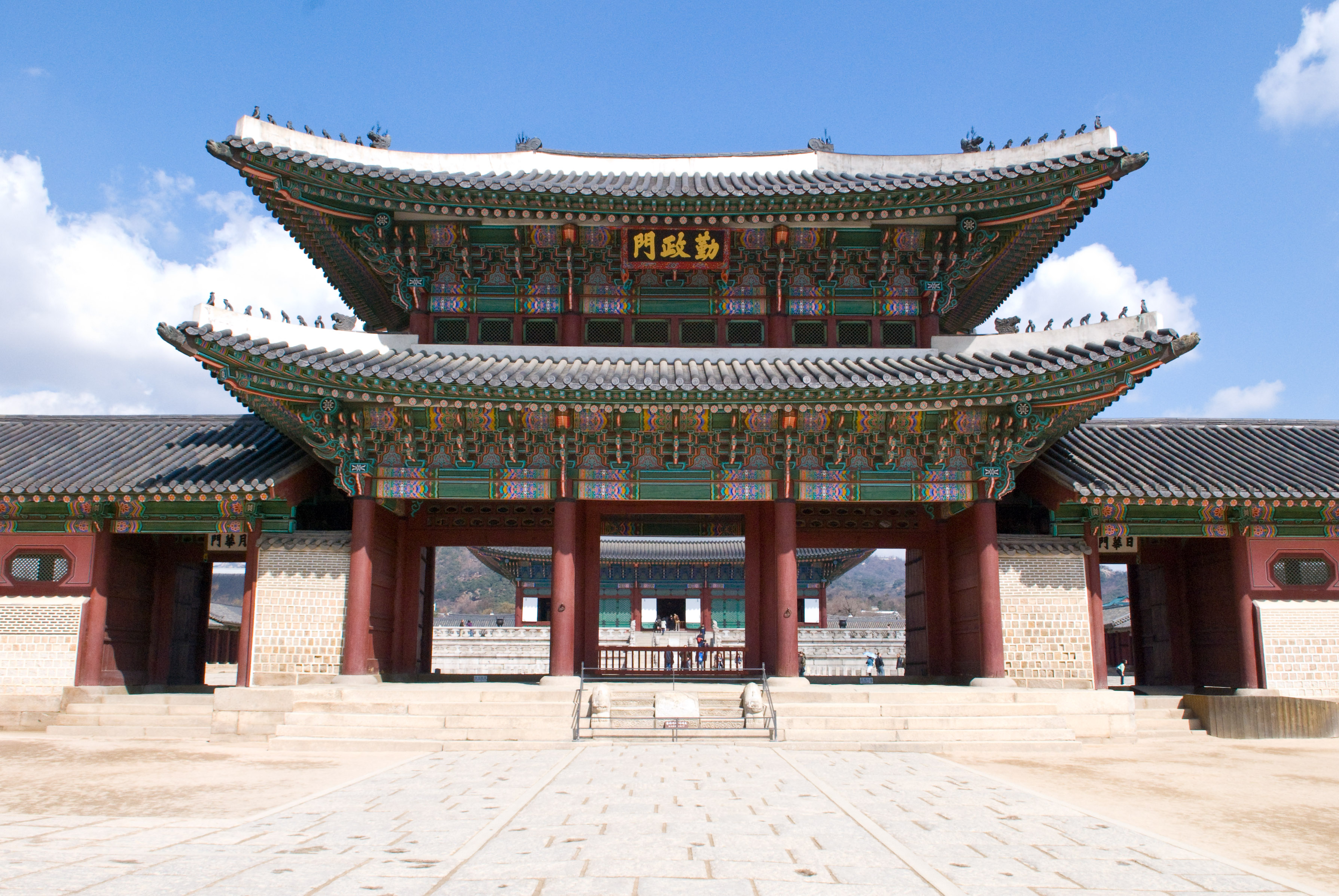
قصر غيونغبوك هو من أحد أكبر القصور الكبرى التي بنيت خلال سلالة جوسون.

وأعلن الملك تايجو الاسم الجديد من كوريا باسم «جوسون» في إشارة إلى جوجوسيون، ونقل العاصمة إلى سول (الاسم القديم للسيول). تميزت أول 200 سنة من سلالة جوسون بواسطة السلام النسبي وشهدت إنشاء هانغول الملك سيجونغ العظيم في القرن 15 وارتفاع في تأثير الكونفوشيوسية في البلاد.
بين 1592 و1598، غزا اليابانيون كوريا. قاد تويوتومي هيديوشي القوات وحاول غزو القارة الآسيوية من خلال كوريا، ولكن تم صدهم في نهاية المطاف من قبل الجيش الصالحين والمساعدة من عهد أسرة مينغ الصين. هذه الحرب كما شهدت صعود للأدميرال إي سن شن، وكتابه الشهير «سفينة السلحفاة». في 1620 و 1630، عانى جوسون من غزوات المانشو الذين حققوا الانتصارات في نهاية المطاف كل من الصين.
بعد سلسلة أخرى من الحروب ضد منشوريا، شهدت جوسون فترة ما يقرب من 200 عاما من السلام. الملك يونغجو وجونغجو الملك قاد خاصة نهضة جديدة لمملكة جوسون.
ومع ذلك، فقد شهدت السنوات الأخيرة من عصر جوسون عن طريق الاعتماد على الصين للشؤون الخارجية والعزلة عن العالم الخارجي. خلال القرن 19، وحصل على سياسة كوريا الانعزالية عليها اسم «مملكة الناسك». حاول مملكة جوسون لحماية نفسها ضد الإمبريالية الغربية، لكنه اضطر في النهاية إلى فتح التجارة. بعد الحرب الصينية اليابانية الأولى والحرب الروسية اليابانية، احتلت اليابان كوريا (1910-1945). في نهاية الحرب العالمية الثانية، استسلام اليابانية إلى السوفياتي والقوات الأمريكية التي احتلت نصفين شمال وجنوب كوريا، على التوالي.

### بعد التقسيم
على الرغم من الخطة الأولية لإقامة كوريا موحدة في إعلان القاهرة لعام 1943، تصاعد العداء الحرب الباردة بين الإتحاد السوفياتي والولايات المتحدة أدت في النهاية إلى إنشاء حكومتين منفصلتين، ولكل منها ايديولوجيتها الخاصة بها، مما أدى إلى تقسيم كوريا إلى كيانين سياسيين في 1948: كوريا الشمالية وكوريا الجنوبية. كيم إيل سونغ وكان في السابق ناشطاً في حرب العصابات اليابانية والناشط الشيوعي، واكتسب كيم إيل سونغ السلطة من خلال الدعم السوفياتي. وقد عقدت في الجنوب، والإنتخابات التي تشرف عليها الأمم المتحدة، أعلنت جمهورية كوريا، وافتتح لي سونغ مان كأول رئيس لها. في كانون الأول، أعلن العامة للأمم المتحدة هذا «تشكيل حكومة شرعية» و«الحكومة الوحيدة من هذا النوع في كوريا.»

## الحكومة

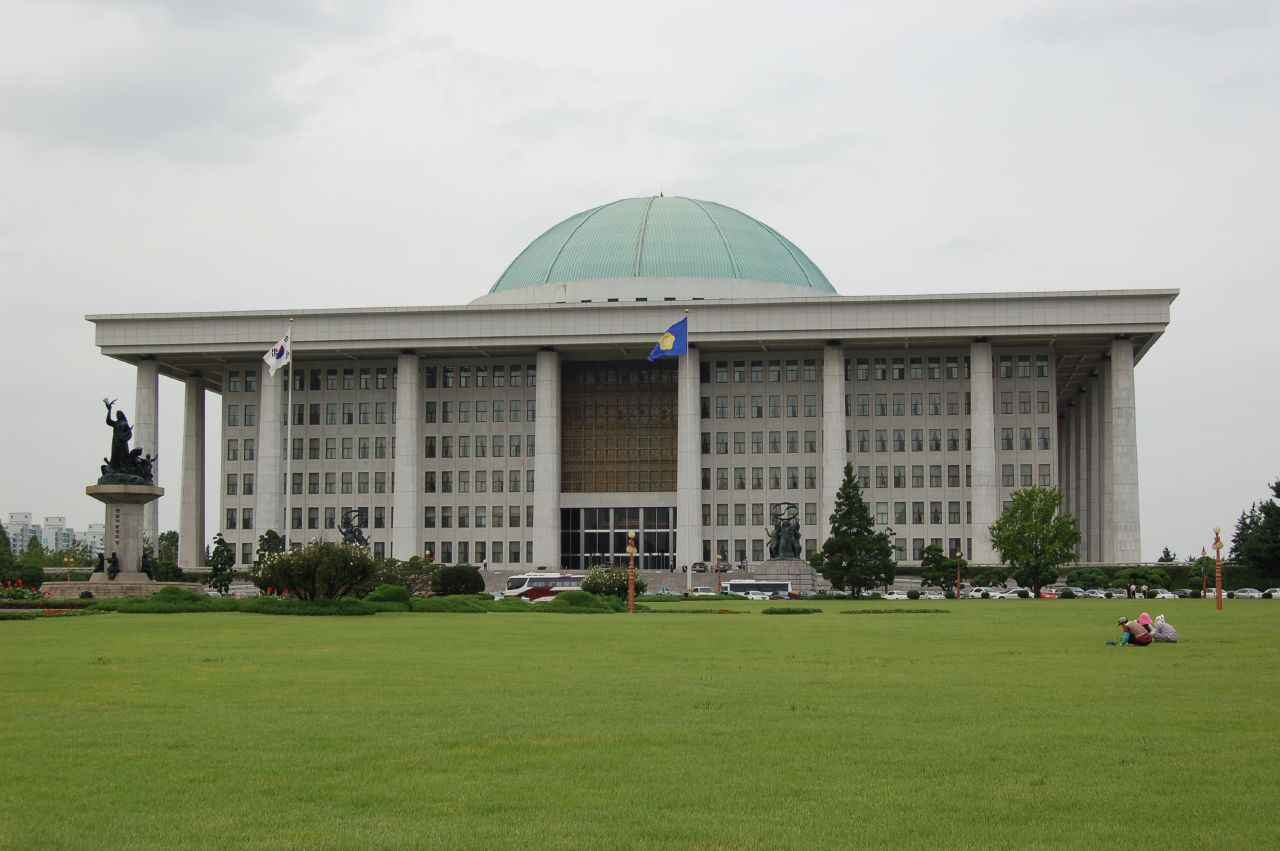
الجمعية الوطنية لكوريا الجنوبية

بموجب الدستور الحالي ويشار في بعض الأحيان للدولة باسم الجمهورية السادسة لكوريا الجنوبية. مثل العديد من الدول الديمقراطية, كوريا الجنوبية لديها حكومة تنقسم إلى ثلاثة فروع: السلطة التنفيذية والسلطة القضائية والسلطة التشريعية. السلطتين التنفيذية والتشريعية تعمل في المقام الأول على الصعيد الوطني، على الرغم من مختلف الوزارات في السلطة التنفيذية تقوم أيضا بالمهام المحلية. الحكومات المحلية تتمتع بحكم شبه ذاتي، وتحتوي على الهيئات التنفيذية والتشريعية الخاصة بها. السلطة القضائية تعمل على المستويين الوطني والمحلي. كوريا الجنوبية هي الديمقراطية الدستورية.
يتم تحديد بنية الحكومة الكورية الجنوبية بموجب الدستور لجمهورية كوريا. وقد تم تنقيح هذه الوثيقة عدة مرات منذ صدور عددها الأول في 1948 منذ الاستقلال . ومع ذلك، فقد احتفظت بخصائص واسعة كثيرة، وباستثناء يقتصر على الجمهورية الثانية لكوريا الجنوبية، كان للبلد دائما نظام رئاسي مع رئيس تنفيذي مستقل. كما تم عقد أول انتخابات مباشرة في عام 1948. على الرغم من أن كوريا الجنوبية شهدت سلسلة من الديكتاتوريات العسكرية من العقد 1960 تصل حتى العقد 1980 ، ومنذ ذلك الحين تقدمت نحو ديمقراطية ليبرالية ناجحة. اليوم، كتاب حقائق العالم يصف الديمقراطية في كوريا الجنوبية بأنها «ديمقراطية حديثة تعمل بشكل كامل».

## التقسيمات الإدارية
التقسيمات الإدارية الرئيسية في كوريا الجنوبية هي ثماني مقاطعات، وإحدى المقاطعات ذات الحكم الذاتي ، وست مدن حضرية (مدن تتمتع بالحكم الذاتي لا تشكل جزءاً من أي مقاطعة)، ومدينة خاصة واحدة ومدينة مستقلة واحدة.
| الخريطة | الاسمأ                                    | الهانغل                | الهانجا                | التعداد السكانيج       |                        |
| --- | ----------------------------------------- | ---------------------- | ---------------------- | ---------------------- | ---------------------- |
| غانغوون سول إنتشون غيونغي تشنغتشونغ الجنوبية تشنغتشونغ الشمالية سيجونغ دايجون غيونغسانغ الشمالية جولا الشمالية دايغو ألسان بسان غيونغسانغ الجنوبية غوانغجو جولا الجنوبية جيجو كوريا الشمالية اليابانالبحر الأصفر (البحر الغربي) مضيق كوريا (القناة الغربية) مضيق كوريا (مضيق تسوشيما) بحر اليابان (البحر الشرقي) | مدينة خاصة (تغبيولشي)أ                    | مدينة خاصة (تغبيولشي)أ | مدينة خاصة (تغبيولشي)أ | مدينة خاصة (تغبيولشي)أ | مدينة خاصة (تغبيولشي)أ |
| غانغوون سول إنتشون غيونغي تشنغتشونغ الجنوبية تشنغتشونغ الشمالية سيجونغ دايجون غيونغسانغ الشمالية جولا الشمالية دايغو ألسان بسان غيونغسانغ الجنوبية غوانغجو جولا الجنوبية جيجو كوريا الشمالية اليابانالبحر الأصفر (البحر الغربي) مضيق كوريا (القناة الغربية) مضيق كوريا (مضيق تسوشيما) بحر اليابان (البحر الشرقي) | سول                                       | 서울특별시             | 서울特別市ب            | 10,143,645             |                        |
| غانغوون سول إنتشون غيونغي تشنغتشونغ الجنوبية تشنغتشونغ الشمالية سيجونغ دايجون غيونغسانغ الشمالية جولا الشمالية دايغو ألسان بسان غيونغسانغ الجنوبية غوانغجو جولا الجنوبية جيجو كوريا الشمالية اليابانالبحر الأصفر (البحر الغربي) مضيق كوريا (القناة الغربية) مضيق كوريا (مضيق تسوشيما) بحر اليابان (البحر الشرقي) | مدن حاضرة (غوانغيوشي)أ                    |                        |                        |                        |                        |
| غانغوون سول إنتشون غيونغي تشنغتشونغ الجنوبية تشنغتشونغ الشمالية سيجونغ دايجون غيونغسانغ الشمالية جولا الشمالية دايغو ألسان بسان غيونغسانغ الجنوبية غوانغجو جولا الجنوبية جيجو كوريا الشمالية اليابانالبحر الأصفر (البحر الغربي) مضيق كوريا (القناة الغربية) مضيق كوريا (مضيق تسوشيما) بحر اليابان (البحر الشرقي) | بسان                                      | 부산광역시             | 釜山廣域市             | 3,527,635              |                        |
| غانغوون سول إنتشون غيونغي تشنغتشونغ الجنوبية تشنغتشونغ الشمالية سيجونغ دايجون غيونغسانغ الشمالية جولا الشمالية دايغو ألسان بسان غيونغسانغ الجنوبية غوانغجو جولا الجنوبية جيجو كوريا الشمالية اليابانالبحر الأصفر (البحر الغربي) مضيق كوريا (القناة الغربية) مضيق كوريا (مضيق تسوشيما) بحر اليابان (البحر الشرقي) | دايغو                                     | 대구광역시             | 大邱廣域市             | 2,501,588              |                        |
| غانغوون سول إنتشون غيونغي تشنغتشونغ الجنوبية تشنغتشونغ الشمالية سيجونغ دايجون غيونغسانغ الشمالية جولا الشمالية دايغو ألسان بسان غيونغسانغ الجنوبية غوانغجو جولا الجنوبية جيجو كوريا الشمالية اليابانالبحر الأصفر (البحر الغربي) مضيق كوريا (القناة الغربية) مضيق كوريا (مضيق تسوشيما) بحر اليابان (البحر الشرقي) | إنتشون                                    | 인천광역시             | 仁川廣域市             | 2,879,782              |                        |
| غانغوون سول إنتشون غيونغي تشنغتشونغ الجنوبية تشنغتشونغ الشمالية سيجونغ دايجون غيونغسانغ الشمالية جولا الشمالية دايغو ألسان بسان غيونغسانغ الجنوبية غوانغجو جولا الجنوبية جيجو كوريا الشمالية اليابانالبحر الأصفر (البحر الغربي) مضيق كوريا (القناة الغربية) مضيق كوريا (مضيق تسوشيما) بحر اليابان (البحر الشرقي) | غوانغجو                                   | 광주광역시             | 光州廣域市             | 1,472,910              |                        |
| غانغوون سول إنتشون غيونغي تشنغتشونغ الجنوبية تشنغتشونغ الشمالية سيجونغ دايجون غيونغسانغ الشمالية جولا الشمالية دايغو ألسان بسان غيونغسانغ الجنوبية غوانغجو جولا الجنوبية جيجو كوريا الشمالية اليابانالبحر الأصفر (البحر الغربي) مضيق كوريا (القناة الغربية) مضيق كوريا (مضيق تسوشيما) بحر اليابان (البحر الشرقي) | دايجون                                    | 대전광역시             | 大田廣域市             | 1,532,811              |                        |
| غانغوون سول إنتشون غيونغي تشنغتشونغ الجنوبية تشنغتشونغ الشمالية سيجونغ دايجون غيونغسانغ الشمالية جولا الشمالية دايغو ألسان بسان غيونغسانغ الجنوبية غوانغجو جولا الجنوبية جيجو كوريا الشمالية اليابانالبحر الأصفر (البحر الغربي) مضيق كوريا (القناة الغربية) مضيق كوريا (مضيق تسوشيما) بحر اليابان (البحر الشرقي) | ألسان                                     | 울산광역시             | 蔚山廣域市             | 1,156,480              |                        |
| غانغوون سول إنتشون غيونغي تشنغتشونغ الجنوبية تشنغتشونغ الشمالية سيجونغ دايجون غيونغسانغ الشمالية جولا الشمالية دايغو ألسان بسان غيونغسانغ الجنوبية غوانغجو جولا الجنوبية جيجو كوريا الشمالية اليابانالبحر الأصفر (البحر الغربي) مضيق كوريا (القناة الغربية) مضيق كوريا (مضيق تسوشيما) بحر اليابان (البحر الشرقي) | مدينة خاصة ذاتية الحكم (تغبيول جاتشيشي)أ  |                        |                        |                        |                        |
| غانغوون سول إنتشون غيونغي تشنغتشونغ الجنوبية تشنغتشونغ الشمالية سيجونغ دايجون غيونغسانغ الشمالية جولا الشمالية دايغو ألسان بسان غيونغسانغ الجنوبية غوانغجو جولا الجنوبية جيجو كوريا الشمالية اليابانالبحر الأصفر (البحر الغربي) مضيق كوريا (القناة الغربية) مضيق كوريا (مضيق تسوشيما) بحر اليابان (البحر الشرقي) | سيجونغ                                    | 세종특별자치시         | 世宗特別自治市         | 122,153                |                        |
| غانغوون سول إنتشون غيونغي تشنغتشونغ الجنوبية تشنغتشونغ الشمالية سيجونغ دايجون غيونغسانغ الشمالية جولا الشمالية دايغو ألسان بسان غيونغسانغ الجنوبية غوانغجو جولا الجنوبية جيجو كوريا الشمالية اليابانالبحر الأصفر (البحر الغربي) مضيق كوريا (القناة الغربية) مضيق كوريا (مضيق تسوشيما) بحر اليابان (البحر الشرقي) | مقاطعات (دو)أ                             |                        |                        |                        |                        |
| غانغوون سول إنتشون غيونغي تشنغتشونغ الجنوبية تشنغتشونغ الشمالية سيجونغ دايجون غيونغسانغ الشمالية جولا الشمالية دايغو ألسان بسان غيونغسانغ الجنوبية غوانغجو جولا الجنوبية جيجو كوريا الشمالية اليابانالبحر الأصفر (البحر الغربي) مضيق كوريا (القناة الغربية) مضيق كوريا (مضيق تسوشيما) بحر اليابان (البحر الشرقي) | غيونغي                                    | 경기도                 | 京畿道                 | 12,234,630             |                        |
| غانغوون سول إنتشون غيونغي تشنغتشونغ الجنوبية تشنغتشونغ الشمالية سيجونغ دايجون غيونغسانغ الشمالية جولا الشمالية دايغو ألسان بسان غيونغسانغ الجنوبية غوانغجو جولا الجنوبية جيجو كوريا الشمالية اليابانالبحر الأصفر (البحر الغربي) مضيق كوريا (القناة الغربية) مضيق كوريا (مضيق تسوشيما) بحر اليابان (البحر الشرقي) | غانغووون                                  | 강원도                 | 江原道                 | 1,542,263              |                        |
| غانغوون سول إنتشون غيونغي تشنغتشونغ الجنوبية تشنغتشونغ الشمالية سيجونغ دايجون غيونغسانغ الشمالية جولا الشمالية دايغو ألسان بسان غيونغسانغ الجنوبية غوانغجو جولا الجنوبية جيجو كوريا الشمالية اليابانالبحر الأصفر (البحر الغربي) مضيق كوريا (القناة الغربية) مضيق كوريا (مضيق تسوشيما) بحر اليابان (البحر الشرقي) | تشنغتشونغ الشمالية                        | 충청북도               | 忠淸北道               | 1,572,732              |                        |
| غانغوون سول إنتشون غيونغي تشنغتشونغ الجنوبية تشنغتشونغ الشمالية سيجونغ دايجون غيونغسانغ الشمالية جولا الشمالية دايغو ألسان بسان غيونغسانغ الجنوبية غوانغجو جولا الجنوبية جيجو كوريا الشمالية اليابانالبحر الأصفر (البحر الغربي) مضيق كوريا (القناة الغربية) مضيق كوريا (مضيق تسوشيما) بحر اليابان (البحر الشرقي) | تشنغتشونغ الجنوبية                        | 충청남도               | 忠淸南道               | 2,047,631              |                        |
| غانغوون سول إنتشون غيونغي تشنغتشونغ الجنوبية تشنغتشونغ الشمالية سيجونغ دايجون غيونغسانغ الشمالية جولا الشمالية دايغو ألسان بسان غيونغسانغ الجنوبية غوانغجو جولا الجنوبية جيجو كوريا الشمالية اليابانالبحر الأصفر (البحر الغربي) مضيق كوريا (القناة الغربية) مضيق كوريا (مضيق تسوشيما) بحر اليابان (البحر الشرقي) | جولا الشمالية                             | 전라북도               | 全羅北道               | 1,872,965              |                        |
| غانغوون سول إنتشون غيونغي تشنغتشونغ الجنوبية تشنغتشونغ الشمالية سيجونغ دايجون غيونغسانغ الشمالية جولا الشمالية دايغو ألسان بسان غيونغسانغ الجنوبية غوانغجو جولا الجنوبية جيجو كوريا الشمالية اليابانالبحر الأصفر (البحر الغربي) مضيق كوريا (القناة الغربية) مضيق كوريا (مضيق تسوشيما) بحر اليابان (البحر الشرقي) | جولا الجنوبية                             | 전라남도               | 全羅南道               | 1,907,172              |                        |
| غانغوون سول إنتشون غيونغي تشنغتشونغ الجنوبية تشنغتشونغ الشمالية سيجونغ دايجون غيونغسانغ الشمالية جولا الشمالية دايغو ألسان بسان غيونغسانغ الجنوبية غوانغجو جولا الجنوبية جيجو كوريا الشمالية اليابانالبحر الأصفر (البحر الغربي) مضيق كوريا (القناة الغربية) مضيق كوريا (مضيق تسوشيما) بحر اليابان (البحر الشرقي) | غيونغسانغ الشمالية                        | 경상북도               | 慶尙北道               | 2,699,440              |                        |
| غانغوون سول إنتشون غيونغي تشنغتشونغ الجنوبية تشنغتشونغ الشمالية سيجونغ دايجون غيونغسانغ الشمالية جولا الشمالية دايغو ألسان بسان غيونغسانغ الجنوبية غوانغجو جولا الجنوبية جيجو كوريا الشمالية اليابانالبحر الأصفر (البحر الغربي) مضيق كوريا (القناة الغربية) مضيق كوريا (مضيق تسوشيما) بحر اليابان (البحر الشرقي) | غيونغسانغ الجنوبية                        | 경상남도               | 慶尙南道               | 3,333,820              |                        |
| غانغوون سول إنتشون غيونغي تشنغتشونغ الجنوبية تشنغتشونغ الشمالية سيجونغ دايجون غيونغسانغ الشمالية جولا الشمالية دايغو ألسان بسان غيونغسانغ الجنوبية غوانغجو جولا الجنوبية جيجو كوريا الشمالية اليابانالبحر الأصفر (البحر الغربي) مضيق كوريا (القناة الغربية) مضيق كوريا (مضيق تسوشيما) بحر اليابان (البحر الشرقي) | مقاطعة خاصة ذاتية الحكم (تغبيول جاتشيدو)أ |                        |                        |                        |                        |
| غانغوون سول إنتشون غيونغي تشنغتشونغ الجنوبية تشنغتشونغ الشمالية سيجونغ دايجون غيونغسانغ الشمالية جولا الشمالية دايغو ألسان بسان غيونغسانغ الجنوبية غوانغجو جولا الجنوبية جيجو كوريا الشمالية اليابانالبحر الأصفر (البحر الغربي) مضيق كوريا (القناة الغربية) مضيق كوريا (مضيق تسوشيما) بحر اليابان (البحر الشرقي) | جيجو                                      | 제주특별자치도         | 濟州特別自治道         | 593,806                |                        |

أ طريقة النطق بالكورية؛ ب شاهد أسماء سول؛ ج وفقاً لنهاية سنة 2016.

## العلاقات الخارجية
كوريا الجنوبية تقيم علاقات دبلوماسية مع أكثر من 188 بلدا. وكانت البلاد وهي أيضًا عضو في الأمم المتحدة منذ عام 1991، عندما أصبحت دولة من الدول الأعضاء في نفس الوقت مثل كوريا الشمالية. في 1 كانون الثاني 2007، تولّى الكوري الجنوبي وزير الخارجية بان كي مون منصب الأمين العام للأمم. وقد وضعت أيضًا وصلات مع رابطة دول جنوب شرق آسيا كعضو كلا من الآسيان زائد ثلاثة، وهي هيئة من المراقبين، وقمة شرق آسيا (EAS).
في عام 2010، اختتمت كوريا الجنوبية والاتحاد الأوروبي اتفاقية للتجارة الحرة (FTA) للحد من الحواجز التجارية. كوريا الجنوبية تجري أيضا مفاوضات حول اتفاق التجارة الحرة مع كندا, وآخر مع نيوزيلندا. في نوفمبر 2009 انضمت كوريا الجنوبية للجنة المساعدة الإنمائية، وهي المرة الأولى لبلد سابق تلقى المساعدات ينضم إلى هذه المنظمة على أنه عضو مانح. واستضافت كوريا الجنوبية قمة المجموعة 20 في سول في نوفمبر 2010.

### الصين
تاريخيا، كان لكوريا علاقات وثيقة مع الصين. قبل تشكيل كوريا الجنوبية، وعملت من مقاتلي الاستقلال الكورية مع الجنود الصينيين خلال فترة الاحتلال الياباني. لكن، بعد الحرب العالمية الثانية، تبنت جمهورية الصين الشعبية الماوية في حين سعت كوريا الجنوبية علاقات وثيقة مع الولايات المتحدة. لجان المقاومة الشعبية بمساعدة كوريا الشمالية مع القوى العاملة واللوازم خلال الحرب الكورية، وتداعياتها على العلاقات الدبلوماسية بين كوريا الجنوبية وجمهورية الصين الشعبية وتوقفت تماما تقريبا. العلاقات تحسنت تدريجيا و حاليا لا تزال كل من كوريا الجنوبية وجمهورية الصين الشعبية تسعيان إلى إعادة تأسيس العلاقات الدبلوماسية الرسمية منذ 24 آب، 1992. سعى البلدين لتحسين العلاقات الثنائية بين البلدين ورفع الحظر التجاري 40 عاما، وشهدت العلاقات الكوريا الجنوبية الصينية تحسنا بشكل مطرد منذ عام 1992. واندلع جمهورية كوريا قبالة علاقات رسمية مع جمهورية الصين على كسب علاقات رسمية مع جمهورية الصين الشعبية.

### الاتحاد الأوروبي
الاتحاد الأوروبي (الاتحاد الأوروبي) وكوريا الجنوبية هما شريكان تجاريان هامان، بعد التفاوض على اتفاق للتجارة الحرة لسنوات عديدة منذ أن عينت كوريا الجنوبية، على سبيل الأولوية اتفاقية التجارة الحرة بين شريك في عام 2006.

### اليابان
على الرغم من عدم وجود علاقات دبلوماسية رسمية بين كوريا الجنوبية واليابان بعد نهاية الحرب العالمية الثانية، وقعتا على المعاهدة المتعلقة بالعلاقات الأساسية بين اليابان وجمهورية كوريا في عام 1965 لإقامة علاقات دبلوماسية. هناك مشاعر متأصلة مناهضة لليابان في كوريا الجنوبية بسبب عدد من الخلافات اليابانية الكورية غير المستقرة، وكثير منها تنبع من فترة الاحتلال الياباني بعد ضم الياباني لكوريا. خلال الحرب العالمية الثانية، واضطرار أكثر من 100،000 من الكوريين للعمل في الجيش الإمبراطوري الياباني. هناك إدعاءات كورية بستغلال النساء أثناء الحرب من طرف الجيش الإمبراطوري الياباني كرقيق جنسي، ونساء متعة.
منذ فترة طويلة اعتبرت هذه القضية جرائم حرب يابانية ضد المدنيين الكوريون، والزيارات التي يقوم بها الساسة اليابانيين لضريح ياسوكوني الذي يكرم الجنود اليابانيين الذين قتلوا في الحرب (بما في ذلك بعض من مجرمي الحرب)، وإعادة كتابة الكتب المدرسية اليابانية المتعلقة بالأعمال الياباني خلال الحرب العالمية الثانية، والنزاعات الإقليمية على الصخور ليانكورت (الاسم الرسمي الياباني: تاكيشيما والاسم الرسمي الكوري: دوكدو) تواصل المتاعب الكورية اليابانية العلاقات بين البلدين. وكل بلد يدعي أحقيته في جزر دوكدو / تاكيشيما من قبل كل من كوريا واليابان، وتدار الجزر من قبل كوريا الجنوبية، والتي لديها حرس سواحل كورية المتمركزة هناك.
ردا على زيارة رئيس الوزراء آنذاك جونيتشيرو كويزومي المتكررة لضريح ياسوكوني، علق الرئيس السابق روه مو هيون محادثات قمة بين كل كوريا الجنوبية واليابان.

### كوريا الشمالية
على حد سواء كوريا الشمالية وكوريا الجنوبية تستمران في المطالبة رسمياً على السيادة كاملة لشبه جزيرة وعلى الجزر النائية. مع العداء منذ فترة طويلة في أعقاب الحرب الكورية 1950-1953، وقعت كوريا الشمالية وكوريا الجنوبية إتفاق لتحقيق السلام. في 4 أكتوبر، 2007، روه مو هيون والزعيم الكوري الشمالي كم جونغ إل وقعا على ثماني نقط إتفاق حول قضايا السلام الدائم، وهمت محادثات رفيعة المستوى، والتعاون الإقتصادي، وتجديد خدمات القطارات والطرق السريعة والسفر الجوي، وفرقة هتاف مشتركة الأولمبية.
على الرغم من سياسة الشمس المشرقة والجهود المبذولة لتحقيق المصالحة، وعدم تحقيق التقدم بسبب تجارب الصواريخ الكورية الشمالية في عام 1993، 2006، 1998 و 2009. وذلك إعتبارا من مطلع عام 2009 [بحاجة لمصدر]، كانت العلاقات بين كوريا الشمالية والجنوبية متوترة للغاية، وقد أبلغت كوريا الشمالية أنها قد تنشر صواريخ, إنتهاء
إتفاقاتها السابقة مع كوريا الجنوبية، وهددت كوريا الجنوبية والولايات المتحدة عدم التدخل في عملية إطلاق القمر الصناعي إنه كان مقررا. كوريا الشمالية والجنوبية لا تزال من الناحية الفنية في حالة حرب (بعد أن لم توقع على معاهدة سلام بعد الحرب الكورية) وتقاسم الحدود في العالم من حيث تخضع لحراسة مشددة. وفي 27 مايو، 2009، أعلنت وسائل الإعلام الكورية الشمالية أن الهدنة لم تعد صالحة بسبب تعهد الحكومة الكورية الجنوبية على «الإنضمام بالتأكيد» مبادرة أمن الإنتشار. ليزيد من تعقيد، وتكثيف الضغوط بين البلدين، وغرق في الجنوب وأكد الكورية تشيونان سفينة حربية في مارس 2010، من قبل الحكومة الكورية الجنوبية قد يسببه الطوربيدات الكورية الشمالية التي تنفي كوريا الشمالية. أعلن الرئيس إي ميونغ باك مايو 2010 ان سول ستخفض كل التجارة مع كوريا الشمالية كجزء من الإجراءات التي تهدف في المقام الأول إلى ضرب مرة أخرى في كوريا الشمالية دبلوماسيا وماليا، ما عدا لمشروع كايسونج الصناعية المشتركة، والمساعدات الإنسانية. الشمال هددت كوريا في البداية لقطع كل العلاقات، وأن تلغي تماما الإتفاق السابق من عدم الإعتداء، وطرد جميع الكوريين الجنوبيين من منطقة صناعية مشتركة في كايسونغ، ولكن تراجعت عن تهديداتها وقررت مواصلة علاقاتها مع كوريا الجنوبية. لكن على الرغم من استمرار العلاقات، وشهدت منطقة كايسونج الصناعية إنخفاض كبير في الإستثمارات والقوى العاملة نتيجة لهذا الصراع العسكري.
2009-2010 الجدول الزمني
- تشرين الثاني 2009، أطلقت كوريا الجنوبية والحاق أضرار جسيمة في سفينة دورية كورية شمالية، الذي تراجع في النيران.[62]
- 26 مارس 2010: كوريا الجنوبية المصارف تشيونان سفينة حربية، مما أسفر عن مقتل 46 بحارا
- 20 مايو 2010: لوحة تقول إن كوريا الشمالية الطوربيد غرقت السفينة؛ بيونغ يانغ تنفي تورطها
- من يوليو إلى سبتمبر 2010: كوريا الجنوبية والولايات المتحدة إجراء مناورات عسكرية؛ الولايات المتحدة تفرض المزيد من العقوبات على بيونغ يانغ
- 29 سبتمبر 2010: الشمال يحمل نادر حزب المؤتمر ينظر إليها على أنها جزء من تحرك خلافة الأب إلى الابن
- 29 أكتوبر 2010: قوات من شمال وجنوب كوريا تبادل إطلاق النار عبر الحدود البرية
- 12 نوفمبر 2010: كوريا الشمالية الولايات المتحدة يظهر عالم جديد - غير معلن - منشأة لتخصيب اليورانيوم
- 23 نوفمبر 2010: قذائف شمال جزيرة يونبيونج، مما أسفر عن مقتل أربعة كوريين جنوبيين

### الولايات المتحدة

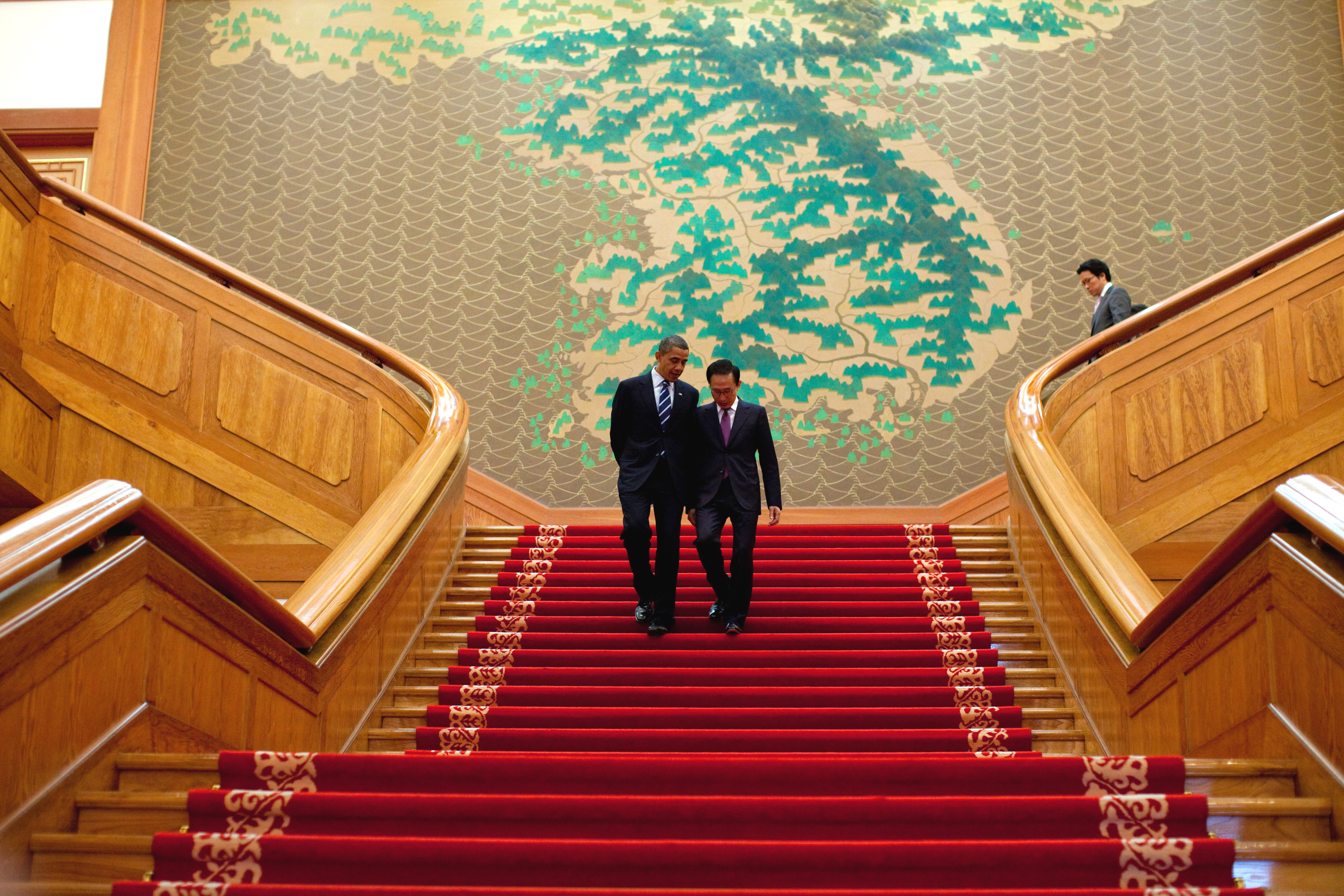
رئيس الولايات المتحدة باراك أوباما وإي المشي بعد اجتماع عقد في تشرين الثاني البيت الأزرق في سيول في عام 2010.

تشارك الولايات المتحدة في عملية إنهاء الإستعمار في كوريا (وخصوصا في الجنوب، مع الإتحاد السوفييتي تعمل في كوريا الشمالية) من اليابان بعد الحرب العالمية الثانية. بعد ثلاث سنوات من الحكم العسكري من جانب الولايات المتحدة، تم تأسيس حكومة كوريا الجنوبية. عند اندلاع الحرب الكورية، وأرسلت القوات الأمريكية للدفاع عن كوريا الجنوبية ضد الغزو من قبل كوريا الشمالية والصين في وقت لاحق. بعد الهدنة، وكوريا الجنوبية والولايات المتحدة وافقت على «معاهدة الدفاع المشترك»، والتي بموجبها شن هجوم على أي من الطرفين في منطقة المحيط الهادئ سيستدعي ردا منهما على حد سواء. وفي عام 1967، اضطرت كوريا الجنوبية لمعاهدة الدفاع المشترك، من خلال إرسال قوات قتالية كبيرة الوحدات لدعم الولايات المتحدة في حرب فيتنام. وتتمركز في الولايات المتحدة الجيش الثامن، السابع للقوات الجوية، والقوات البحرية الأمريكية كوريا في كوريا الجنوبية. الدولتان على علاقات إقتصادية ودبلوماسية، وعسكرية، على الرغم من أنها قد اختلفت في بعض الأحيان فيما يتعلق بالسياسات تجاه كوريا الشمالية، وفيما يتعلق ببعض الأنشطة في كوريا الجنوبية الصناعية التي تنطوي على استخدام تكنولوجيا الصواريخ أو النووية. هناك كان أيضا كان قويا المشاعر المعادية لأمريكا في فترات معينة، والذي أدار بشكل كبير في العصر الحديث. وفي عام 2007، إتفاقية للتجارة الحرة المعروفة باسم جمهورية كوريا والولايات المتحدة إتفاقية التجارة الحرة (FTA KORUS) وكان يقال وقعت بين كوريا الجنوبية والولايات المتحدة، ولكن تم تنفيذه رسميا تأجل مرارا، في انتظار موافقة الهيئات التشريعية في البلدين. في 12 أكتوبر 2011، أقر الكونغرس الأمريكي على إتفاقية التجارة المتوقفة منذ فترة طويلة مع كوريا الجنوبية، بالإضافة إلى إتفاقيات تجارية مماثلة مع كولومبيا وبنما. ودخل حيز التنفيذ في 15 مارس عام 2012.

## القوات المسلحة

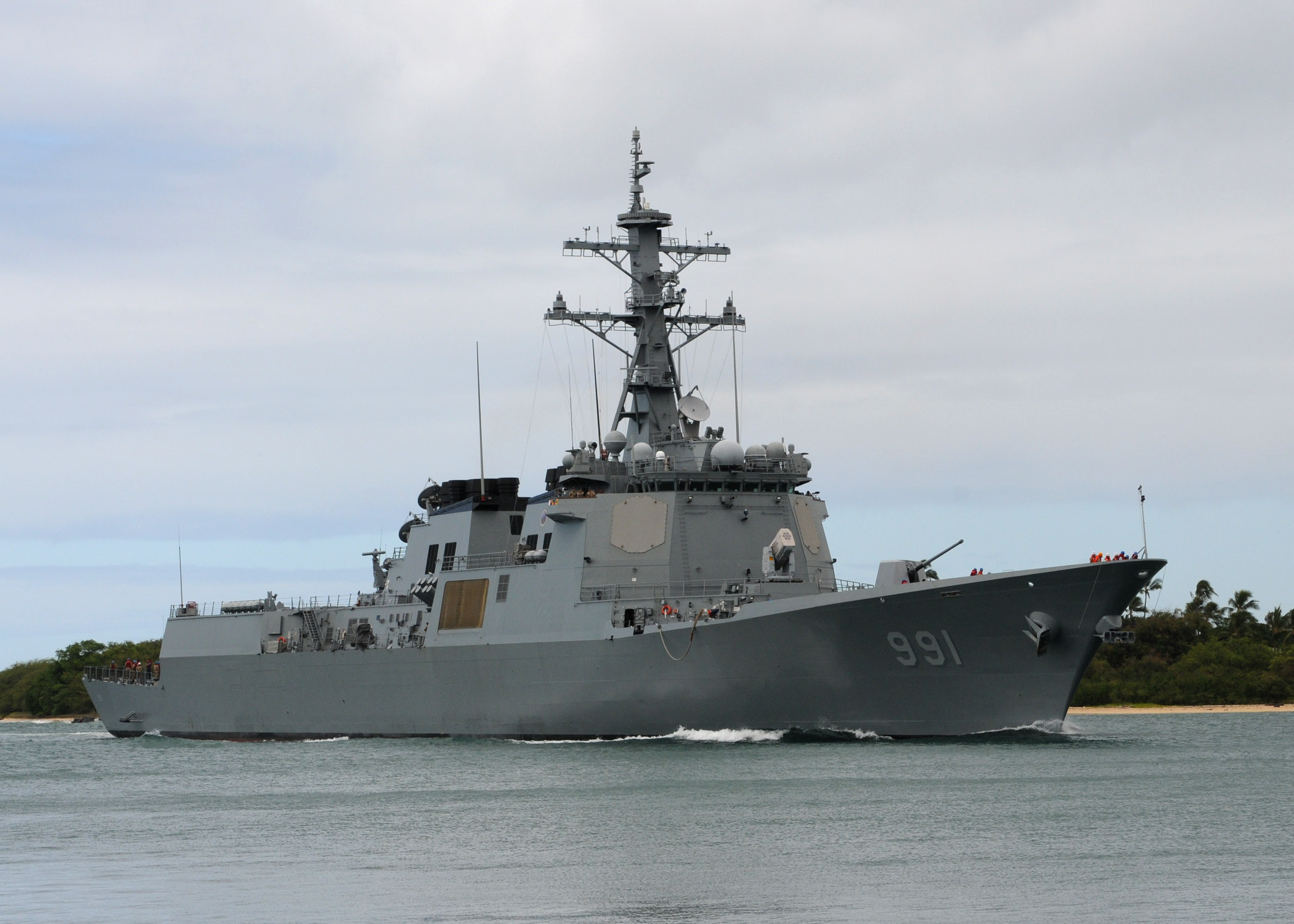
ROKS سيجونج العظيم (DDG 991)، وهو الملك سيجونج العظيم الدرجة المدمرة التي تحمل صواريخ موجهة.

أحرزت البحرية الكورية الجنوبية  تحولها الرئيسي الأول في الأزرق الداكن للمياه من خلال تشكيل الأسطول موبايل الاستراتيجي، والذي يتضمن مجموعة من معركة Chungmugong يي سون خطيئة فئة المدمرات، دوكدو من الدرجة سفينة هجومية برمائية، AIP يحركها من نوع 214 الغواصات، والملك سيجونج مدمرات فئة العظمى، وهو مجهز بأحدث خط الأساس لنظام أسطول للدفاع عن إيجيس التي تسمح للسفن لتعقب وتدمير صواريخ كروز متعددة والصواريخ الباليستية في وقت واحد، والتي تشكل جزءا لا يتجزأ من كوريا الجنوبية الأصليين صاروخ مظلة دفاع ضد تهديد الصواريخ الكورية الشمالية العسكرية.
القوة الجوية الكورية الجنوبية وتعمل 840 طائرة، مما يجعلها تاسع أكبر قوة جوية في العالم، بما في ذلك أنواع عدة من المقاتلات المتطورة مثل 15K-F، بشدة تعديل KF-16C / D، وF/A-50 الأصلية, التي تدعمها أساطيل جيدا المحافظة من أقدم المقاتلين مثل 4E-F-5E و KF / F التي لا تزال تعمل بشكل فعال جنبا إلى جنب مع القوات الجوية للطائرات أكثر حداثة. في محاولة لكسب قوة لامن حيث مجرد أرقام، بل أيضا من حيث الحداثة، فإن التكليف من أربعة AEW بوينغ 737 وطائرة C، تحت العين السلام مشروع لجمع المعلومات الاستخبارية المركزية والتحليل على ساحة المعركة الحديثة، وتعزيز 'المقاتلين والقدرة غيرها من الطائرات الدعم لأداء مهامهم مع الوعي والدقة.

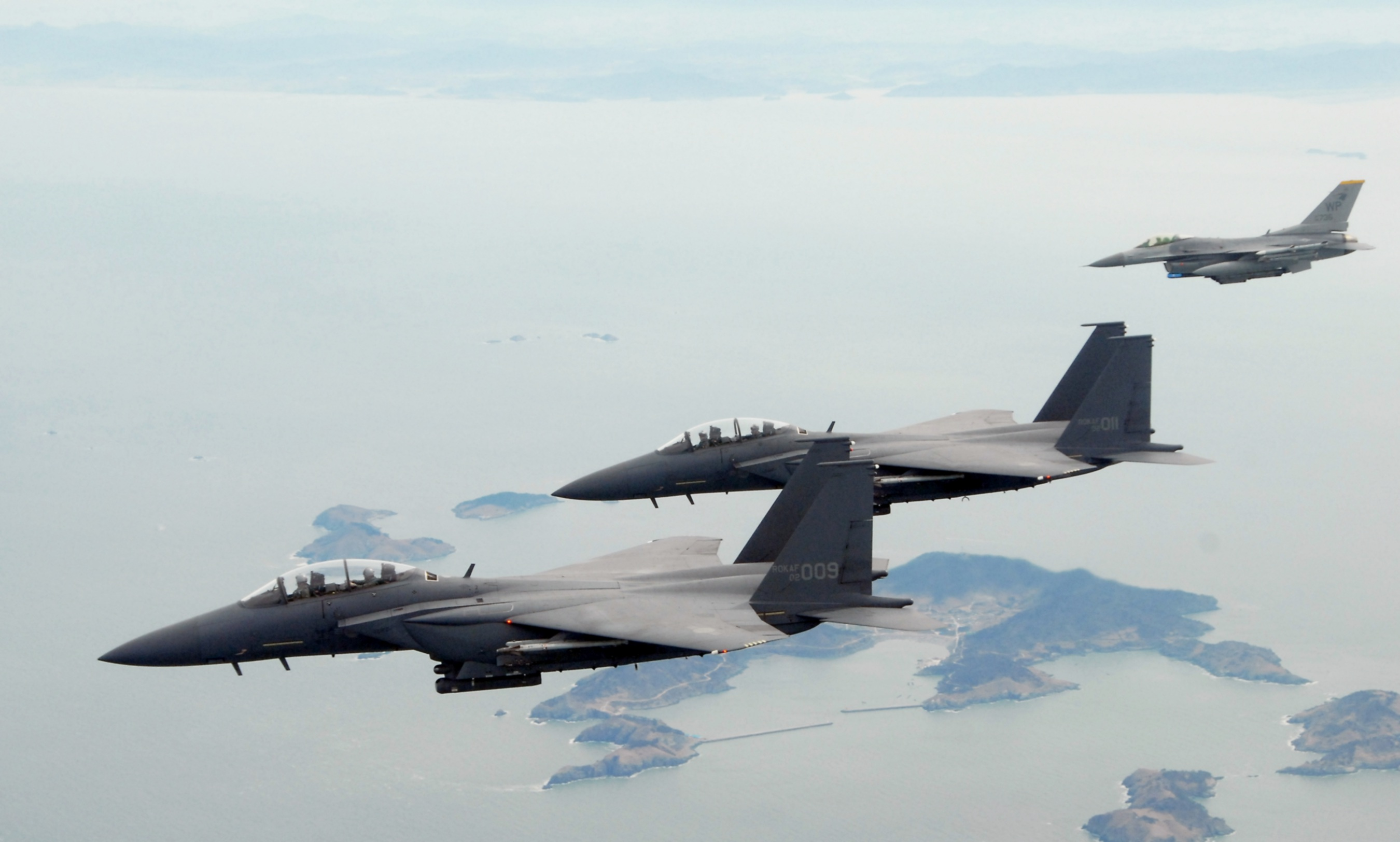
سلاح الجو الكوري الجنوبي ماكدونيل دوغلاس إف-15 إي سترايك إيغل مقاتلة ضاربة

في مايو 2011، وقعت كوريا صناعات الفضاء المحدودة، صانع كوريا الجنوبية أكبر طائرة في صفقة بقيمة 400 مليون دولار لبيع 16 T-50 مدرب النسر طائرات الذهبي، أندونيسيا كوريا الجنوبية علامات كما في المرة الأولى لهذا البلد في آسيا لتصدير الطائرات الأسرع من الصوت.
من وقت لآخر، وأرسلت كوريا الجنوبية قواتها في الخارج لمساعدة القوات الأميركية. وقد شاركت في معظم النزاعات الكبرى التي شاركت الولايات المتحدة في السنوات ال 50 الماضية. أرسلت كوريا الجنوبية 325517 جندي للقتال إلى جانب الأميركي، الأسترالي، الفلبينية، ونيوزيلندا، والجنود الفيتناميين الجنوبيين في حرب فيتنام، مع قوة ذروة 50000. في عام 2004، وأرسلت كوريا الجنوبية 3300 جندي من فرقة الزيتون للمساعدة في إعادة بناء في شمال العراق، وكان ثالث أكبر مساهم في قوات التحالف بعد الولايات المتحدة وبريطانيا فقط. وابتداء من عام 2001، وكوريا الجنوبية لديها حتى الآن نشر 24000 جندي في منطقة الشرق الأوسط لدعم الحرب على الإرهاب. تم نشر أزيد من 1800 منذ عام 2007 لتعزيز قوات حفظ السلام التابعة للامم المتحدة في لبنان.
والمتمركزة في الولايات المتحدة مفرزة كبيرة من القوات في كوريا الجنوبية منذ الحرب الكورية للدفاع عن كوريا الجنوبية في حالة حدوث أزمات الشرق الآسيوي العسكرية. هناك ما يقرب من 28500 جنود الأمريكيين المتمركزين في كوريا, ومعظمهم من خدمة سنة واحدة من جولات غير المصحوبين. وتتمركز القوات الأمريكية، في المقام الأول والتي يتم تعيينها لجيش الولايات المتحدة في الثامن المنشآت في أوسان، يونجسان، Dongducheon، Sungbuk، همفريز المخيم، وديغو. وقيادة الأمم المتحدة لا تزال تعمل من الناحية الفنية في أعلى سلسلة القيادة لجميع القوات في كوريا الجنوبية، بما في ذلك القوات الأمريكية والكورية الجنوبية العسكرية كلها - إذا كان التصعيد المفاجئ للحرب بين كوريا الشمالية وكوريا الجنوبية كانت تحدث في الولايات المتحدة سوف تولي السيطرة من القوات المسلحة الكورية الجنوبية في كل التحركات العسكرية وشبه العسكرية. ومع ذلك، في سبتمبر 2006، وافق رؤساء الولايات المتحدة وجمهورية كوريا أن كوريا الجنوبية يجب أن تتحمل الرائدة في الدفاع عن نفسها. في أوائل عام 2007، وزير الدفاع الأمريكي وكوريا الجنوبية وزير الدفاع الوطني قرر أن كوريا الجنوبية سوف تتولى السيطرة على العمليات وقت الحرب لقواتها في 1 ديسمبر، 2015. والقوات الأمريكية في كوريا تتحول إلى قيادة مشتركة القتالية الجديدة التي وصفها بصورة مؤقتة كما قيادة كوريا (KORCOM).

## الجغرافيا

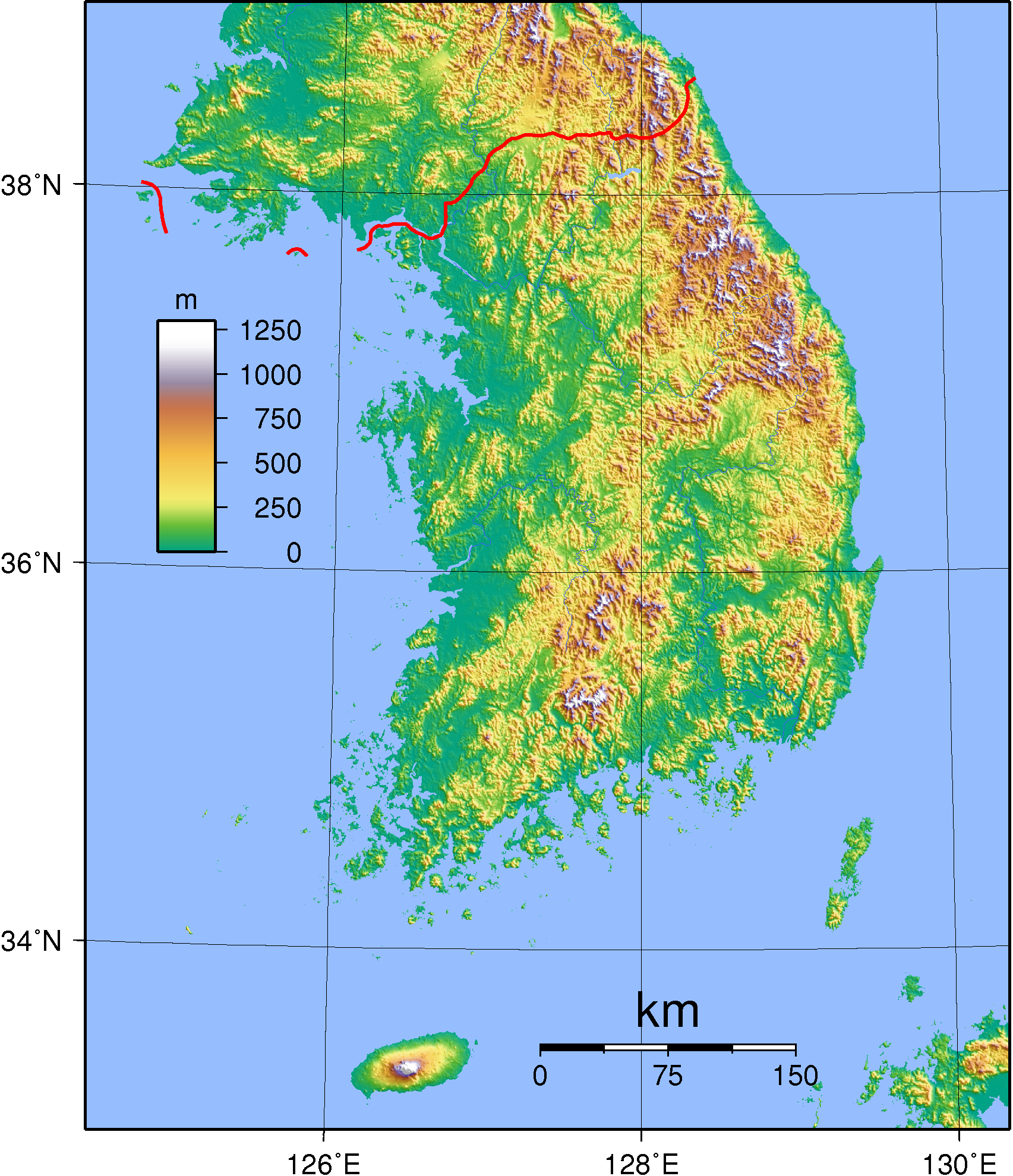
علم الطوبوغرافيا من كوريا الجنوبية

كوريا الجنوبية تحتل الجزء الجنوبي من شبه الجزيرة الكورية، والتي تمتد 1100 كيلومترا (680 ميل) من البر الآسيوي. ويحيط هذا شبه الجزيرة الجبلية بواسطة البحر الأصفر غربا، وبحر اليابان (البحر الشرقي) إلى الشرق. طرفها الجنوبي تقع على مضيق كوريا وبحر الصين الشرقية.
في البلاد، بما في ذلك جميع جزرها، وتقع بين خطي عرض 33 درجة و 39 درجة شمالا، وخطي طول 124 درجة و130 درجة. وتبلغ مساحتها 100032 كيلومترا مربعا (38،622.57 ميل مربع).
ويمكن تقسيم كوريا الجنوبية إلى أربع مناطق عامة: 1 المنطقة الشرقية من سلاسل الجبال العالية والسهول الساحلية الضيقة؛ والمنطقة الغربية من سهول ساحلية واسعة وأحواض الأنهار، والتلال؛ وجنوب غرب المنطقة من الجبال والوديان، وسادت في المنطقة الجنوبية الشرقية من حوض واسع من نهر ناكدونج.
التضاريس في كوريا الجنوبية هي منطقة جبلية في معظمها، وهي في معظمها غير صالحة للزراعة. الأراضي المنخفضة، وتقع في المقام الأول في الغرب والجنوب الشرقي، لا تشكل سوى 30٪ من المساحة الكلية للأراضي.
نحو ثلاثة آلاف الجزر، ومعظمها صغيرة وغير مأهولة، تقع قبالة السواحل الغربية والجنوبية من كوريا الجنوبية. جيجو دو تقع على بعد حوالي 100 كيلومتر (حوالي 60 ميل) قبالة الساحل الجنوبي لكوريا الجنوبية. وهو أكبر جزيرة في البلاد، وتبلغ مساحتها 1845 كيلومترا مربعا (712 ميل مربع). جيجو هو أيضا موقع من أعلى نقطة في كوريا الجنوبية: هالاسان، وهو بركان خامد، تصل إلى 1950 متر (6398 قدم) فوق مستوى سطح البحر. أكثر الجزر الشرقية لتشمل جنوب جزيرة أولونغ دو كوريا والصخور (دوكدو)، الصخرة سقطرى هي جزر الواقعة في أقصى جنوب كوريا الجنوبية.
كوريا الجنوبية لديها 20 المتنزهات الوطنية وطبيعة الأماكن الشعبية مثل حقول الشاي بوسونغ، سون تشون خليج حديقة بيئية، والحديقة الوطنية الأولى من جريش.

### المناخ

خريطة تصنيف كوبن للمناخ في أراضي كوريا الجنوبية

مناخ كوريا الجنوبية يميل إلى أن يكون مناخ قاري رطب ومناخ رطب شبه الاستوائي، وتتأثر الرياح الموسمية في شرق آسيا، مع هطول الأمطار أثقل في الصيف خلال موسم الأمطار القصير يدعى jangma (장마)، الذي يبدأ نهاية شهر يونيو حتى نهاية يوليو. ويمكن أن تكون فصول الشتاء شديدة البرودة مع درجة حرارة أقل من الحد الأدنى إسقاط -20 درجة مئوية في المنطقة الداخلية من البلاد: في سيول، ودرجة الحرارة في يناير متوسط النطاق -7 درجة مئوية إلى 1 درجة مئوية (19 درجة فهرنهايت إلى 33 درجة فهرنهايت)، ودرجة الحرارة أغسطس متوسط المدى هو 22 درجة مئوية إلى 30 درجة مئوية (71 درجة فهرنهايت إلى 86 درجة فهرنهايت). درجات الحرارة في فصل الشتاء أعلى على طول الساحل الجنوبي، وأقل من ذلك بكثير في المناطق الداخلية الجبلية. وفي صيف يمكن أن يكون حار ورطب غير مريح، مع درجات حرارة تتجاوز 30 درجة مئوية (86 درجة فهرنهايت) في معظم أنحاء البلاد. كوريا الجنوبية لديها أربعة فصول متميزة؛ الربيع والصيف والخريف والشتاء. ربيع يستمر عادة من مارس وأواخر أيار وأوائل الصيف في الفترة من منتصف مايو إلى شهر سبتمبر، في وقت مبكر، والخريف من منتصف سبتمبر وحتى نوفمبر من العام في وقت مبكر، والشتاء من منتصف شهر نوفمبر إلى منتصف مارس.
ويتركز سقوط الأمطار في أشهر الصيف من يونيو حتى سبتمبر. الساحل الجنوبي يخضع للأعاصير الصيف الماضي التي تجلب الرياح القوية والأمطار الغزيرة. والمتوسط السنوي لهطول الأمطار يتراوح بين 1370 ملليمتر (54 بوصة) في سيول إلى 1،470 ملليمتر (58 بوصة) في بوسان. هناك الأعاصير العرضية التي تجلب الرياح العاتية والفيضانات.

### البيئة

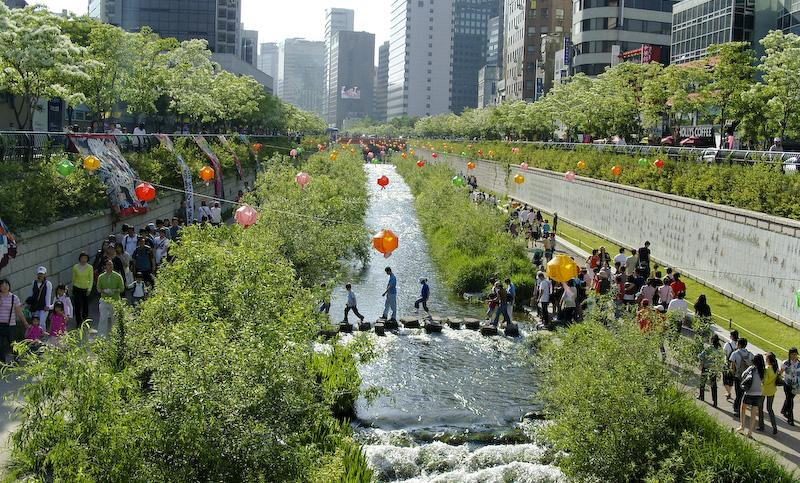
تشيونغي تشون في وسط سيول

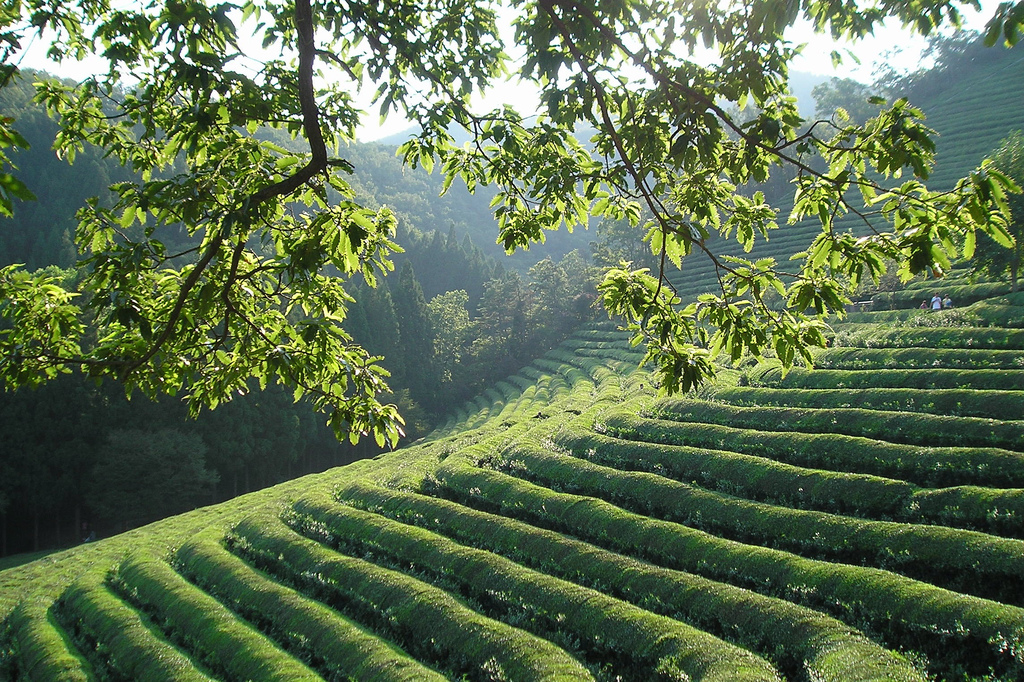
بوسونغ مجال الشاي

خلال السنوات ال 20 الأولى من موجة النمو في كوريا الجنوبية، وقدم القليل من الجهد للحفاظ على البيئة. التصنيع لم يتم التحقق منه والتنمية الحضرية أدت إلى إزالة الغابات وتدمير المستمر للأراضي الرطبة مثل شقة المد والجزر سونغدو. ومع ذلك، فقد كانت هناك جهود الأخيرة لتحقيق التوازن بين هذه المشاكل، بما في ذلك تشكيل حكومة وتشغيل 84 مليار دولار لمدة خمس سنوات مشروع النمو الأخضر الذي يهدف إلى زيادة كفاءة استخدام الطاقة والتكنولوجيا الخضراء.
الإستراتيجية الخضراء الاقتصادي القائم على أساس هو إصلاح شامل للاقتصاد كوريا الجنوبية، وذلك باستخدام ما يقرب من اثنين في المئة من إجمالي الناتج المحلي الوطني. ومبادرة تخضير تشمل جهود مثل شبكة الدراجة على الصعيد الوطني، والطاقة الشمسية وطاقة الرياح، وخفض السيارات اعتمادا على النفط، ودعم التوقيت الصيفي واستخدام واسعة من التقنيات الصديقة للبيئة مثل المصابيح في مجال الإلكترونيات وإنارة. البلد -. بالفعل في العالم الأكثر سلكي - خطط لبناء البلاد الجيل المقبل من شبكة والتي ستكون 10 مرات أسرع من مرافق واسع النطاق من أجل الحد من استخدام الطاقة.
ماء الصنبور سول أصبحت في الآونة الأخيرة صالحة للشرب، مع العلامات التجارية المسؤولين في المدينة انه "Arisu" في محاولة لإقناع الرأي العام. لقد بذلت جهود أيضا مع مشاريع التحريج. وكان آخر مشروع بمليارات الدولارات في استعادة تشونج جاي تشون، وهو تيار يمر عبر وسط سيول التي كانت في وقت سابق خلال المعبدة بطريق سريع. وأحد التحديات الرئيسية هي نوعية الهواء، مع الأمطار الحمضية، وأكاسيد الكبريت، والسنوية العواصف الترابية الصفراء كونها مشاكل معينة. ومن المسلم به أن العديد من هذه الصعوبات هي نتيجة لقرب كوريا الجنوبية للصين، وهو ملوث الهواء الرئيسية.
وتعد كوريا الجنوبية عضوا في البروتوكول في القطب الجنوبي والبيئة، معاهدة القطب الجنوبي، ومعاهدة التنوع البيولوجي، وبروتوكول كيوتو (تشكيل مجموعة سلامة البيئة (مجموعة الإمارات للاستثمار)، فيما يتعلق مع المكسيك وسويسرا)، والتصحر، والأنواع المهددة بالانقراض، التغيير في البيئة، النفايات الخطرة، قانون البحار، البحرية، والإغراق الشامل للتجارب النووية معاهدة الحظر (وليس إلى القوة)، حماية طبقة الأوزون والتلوث الناجم عن السفن، للأخشاب المدارية 83، أخشاب المدارية 94، الأراضي الرطبة، وصيد الحيتان.

## الاقتصاد

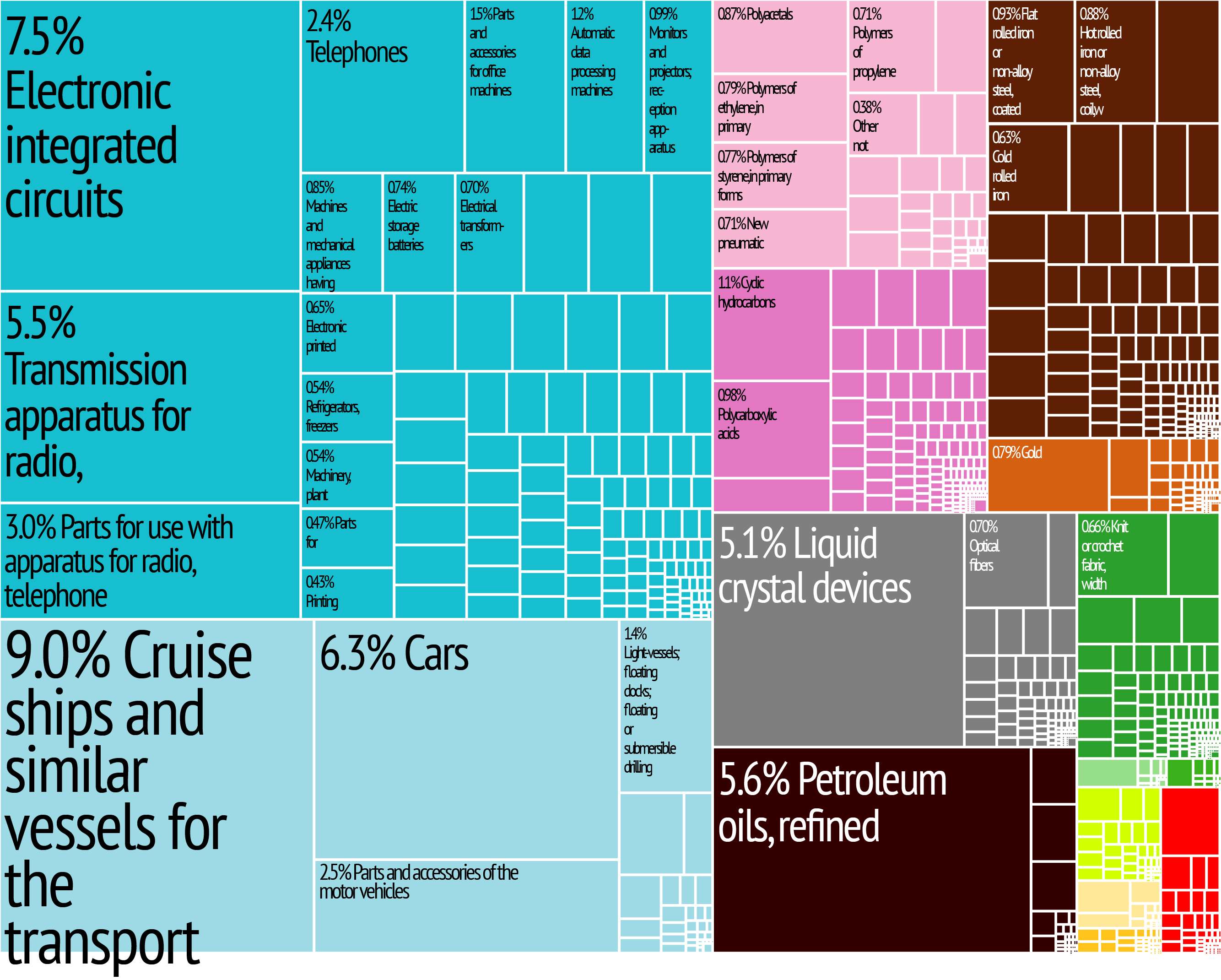
رسومية تصوير صادرات المنتجات الكورية في فئات اللون 28 مشفرة.

كوريا الجنوبية لديها اقتصاد السوق الذي يحتل المرتبة 14 في العالم من حيث الناتج المحلي الإجمالي الاسمي و12 من تعادل القوة الشرائية (PPP)، وتحديد بأنها واحدة من الاقتصادات الكبرى جي-20. فهي دولة ذات الدخل المرتفع نموا وعضو في منظمة التعاون والتنمية. فهو بلد من البلدان الأعضاء الأكثر تصنيعا في منظمة التعاون والتنمية. كوريا الجنوبية هي الدولة المتقدمة الوحيدة حتى الآن اللتي أدرجت في مجموعة الدول الإحدى عشرة التالية. وكانت كوريا الجنوبية واحدة من أسرع الاقتصادات نموا في العالم من 1960 في وقت مبكر إلى أواخر 1990، وكوريا الجنوبية لا تزال واحدة من الدول الأسرع نموا نموا في 2000، جنبا إلى جنب مع هونغ كونغ وسنغافورة، وتايوان، والثلاثة الآخرون نمور آسيا. كوريا الجنوبية تشير إلى هذا النمو باعتباره معجزة على نهر هان. اقتصاد كوريا الجنوبية تعتمد اعتمادا كبيرا على التجارة الدولية، وكوريا الجنوبية في عام 2010 كان سادس أكبر مصدر وعاشر أكبر مستورد في العالم.
واستضافت كوريا وقمة جي-20 الخامس في مدينة رأس مالها، سيول، في نوفمبر 2010. كان من المتوقع أن القمة التي تستمر يومين لتعزيز الاقتصاد الكوري بنسبة 31 تريليون وون، أو 4٪ من الناتج المحلي الإجمالي 2010 في كوريا، في الآثار الاقتصادية، وخلق أكثر من 160000 وظيفة في كوريا. فإنه قد تساعد أيضا في تحسين تصنيف البلاد الائتماني السيادي.
على الرغم من نمو اقتصاد كوريا الجنوبية العالية المحتملة والاستقرار الهيكلي واضح، أن الدولة تعاني من الأضرار التي لحقت التصنيف الائتماني لها في سوق الأوراق المالية نتيجة لعداء كوريا الشمالية في أوقات الأزمات العسكرية العميقة، والتي لها تأثير سلبي على أسواق جنوب المالية الكورية. وصندوق النقد الدولي تكمل مرونة الاقتصاد الكوري الجنوبي في مواجهة الأزمات الاقتصادية المختلفة، مشيرا إلى انخفاض الدين الحكومي، والاحتياطيات المالية العالية والتي يمكن تعبئتها بسرعة لمعالجة حالات الطوارئ المالية. وكانت كوريا الجنوبية واحدة من عدد قليل من البلدان المتقدمة التي كانت قادرة على تجنب الركود خلال الأزمة المالية العالمية, ووصل معدل النمو الاقتصادي 6.2 في المئة في عام 2010 (وهو أسرع معدل نمو منذ ثماني سنوات بعد النمو الكبير بنسبة 7.2 في المئة في عام 2002), انتعاش حاد من معدلات النمو الاقتصادي من 2.3٪ في عام 2008 و 0.2٪ في عام 2009 عندما ضربت الأزمة المالية العالمية. معدل البطالة في كوريا الجنوبية ظلت منخفضة أيضا في عام 2009 على 3.6٪

### النقل والطاقة

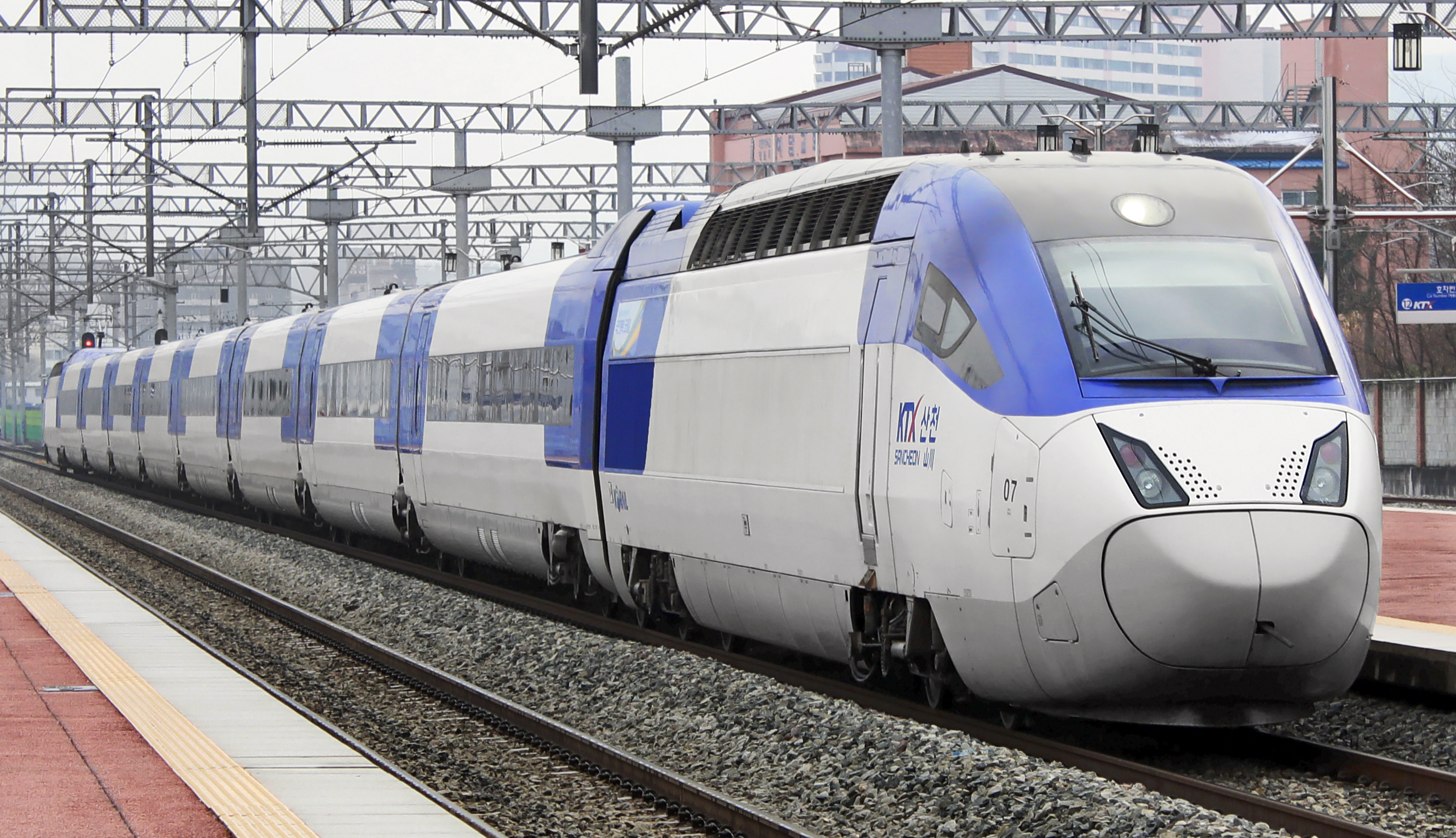
القطار السريع يمكن السفر.

كوريا الجنوبية لديها شبكة نقل متطورة تقنيا يتألف من السكك الحديدية السريعة والطرق السريعة وخطوط الحافلات وخدمات العبارات، والطرق الجوية التي متقاطع البلاد. كوريا شركة السريع تعمل على الطرق السريعة عدد القتلى والمرافق الخدمة في طريقها.
يوفر خدمات القطارات المتكررة لجميع المدن الرئيسية في كوريا الجنوبية. اثنين من خطوط السكك الحديدية، وجيونجوى ودونغهاى الخط كتاب، إلى كوريا الشمالية ويجري الآن إعادة الاتصال. الكورية نظام السكك الحديدية عالية السرعة، ويوفر خدمة عالية السرعة على طول الخط. المدن الكبرى بما فيها سيول، بوسان، انشيون، ديغو، ديغون وجوانج جو لديها أنظمة النقل السريع في المناطق الحضرية. حافلة عبر عن المحطات المتوفرة في معظم المدن.
اكتمل أكبر مطار في كوريا الجنوبية، مطار إنتشون الدولي، في عام 2001. بحلول عام 2007، تم تقديم 30 مليون مسافر في السنة. مطارات دولية أخرى تشمل كيمبو، بوسان وجيجو. وهناك أيضا سبعة مطارات محلية، وعدد كبير من مطارات.

الطريق السريع.

خدم الخطوط الجوية الكورية، التي تأسست في عام 1962، 21640000 راكبا، بينهم 12490000 المسافرين الدوليين في عام 2008. حاملة طائرات ثانية، الخطوط الجوية آسيانا، التي أنشئت في عام 1988، ويعمل أيضا حركة المرور المحلية والدولية. جنبا إلى جنب، جنوب شركات الطيران الكورية يخدم 297 المسارات الدولية. أصغر شركات الطيران، مثل الهواء جيجو، وتوفير الخدمات المحلية مع انخفاض الأسعار.
كوريا الجنوبية هي خامس أكبر منتج الطاقة النووية، وثاني أكبر شركة في آسيا اعتبارا من عام 2010. الطاقة النووية في كوريا الجنوبية توفر 45٪ من إنتاج الكهرباء، والأبحاث نشطة جدا مع التحقيق في مجموعة متنوعة من المفاعلات النووية المتقدمة، بما في ذلك المفاعل وحدات صغيرة وبسرعة السائل المعادن / مفاعل تحويل وتوليد الهيدروجين تصميم درجة الحرارة العالية. إنتاج وقود وتكنولوجيات معالجة النفايات كما تم تطويرها محليا. وهو أيضا عضو في مشروع ايتر.
كوريا الجنوبية هي مصدر الناشئة من المفاعلات النووية، وبعد الاتفاقات المبرمة مع دولة الإمارات العربية المتحدة لبناء وصيانة أربعة مفاعلات نووية متقدمة, مع الأردن لمفاعل للأبحاث النووية, ومع الأرجنتين لبناء وإصلاح مفاعلات الماء الثقيل النووي. اعتبارا من عام 2010، وكوريا الجنوبية وتركيا في المفاوضات بشأن بناء مفاعلين نوويين. كوريا الجنوبية تستعد أيضا لتقديم عطاءات لبناء مفاعل الماء الخفيف النووية للأرجنتين.
لا يسمح كوريا الجنوبية لتخصيب اليورانيوم أو تطوير تكنولوجيا تخصيب اليورانيوم التقليدية من تلقاء نفسها، ويرجع ذلك إلى الولايات المتحدة الضغوط السياسية, وخلافا لمعظم القوى النووية الكبرى مثل اليابان وألمانيا، وفرنسا، والمنافسين من كوريا الجنوبية في السوق النووي الدولي. وأثار هذا عائقا أمام تعهد كوريا الجنوبية الأصليين الصناعية النووية الخلافات الدبلوماسية في بعض الأحيان بين البلدين الحليفين. في حين أن كوريا الجنوبية هي ناجحة في تصدير الكهرباء المولدة للتكنولوجيا النووية والمفاعلات النووية، فإنه لا يمكن الاستفادة من السوق لمنشآت تخصيب اليورانيوم ومعامل التكرير، ومنعه من مواصلة توسيع مكانته التصدير. وسعت كوريا الجنوبية التقنيات الفريدة مثل pyroprocessing للتحايل على هذه العقبات والسعي لمنافسة أكثر فائدة. وكانت الولايات المتحدة مؤخرا على حذر من برنامج النووية لكوريا الجنوبية المزدهرة، والتي تصر كوريا الجنوبية ستكون للاستخدام المدني فقط.

## العلوم والتكنولوجيا

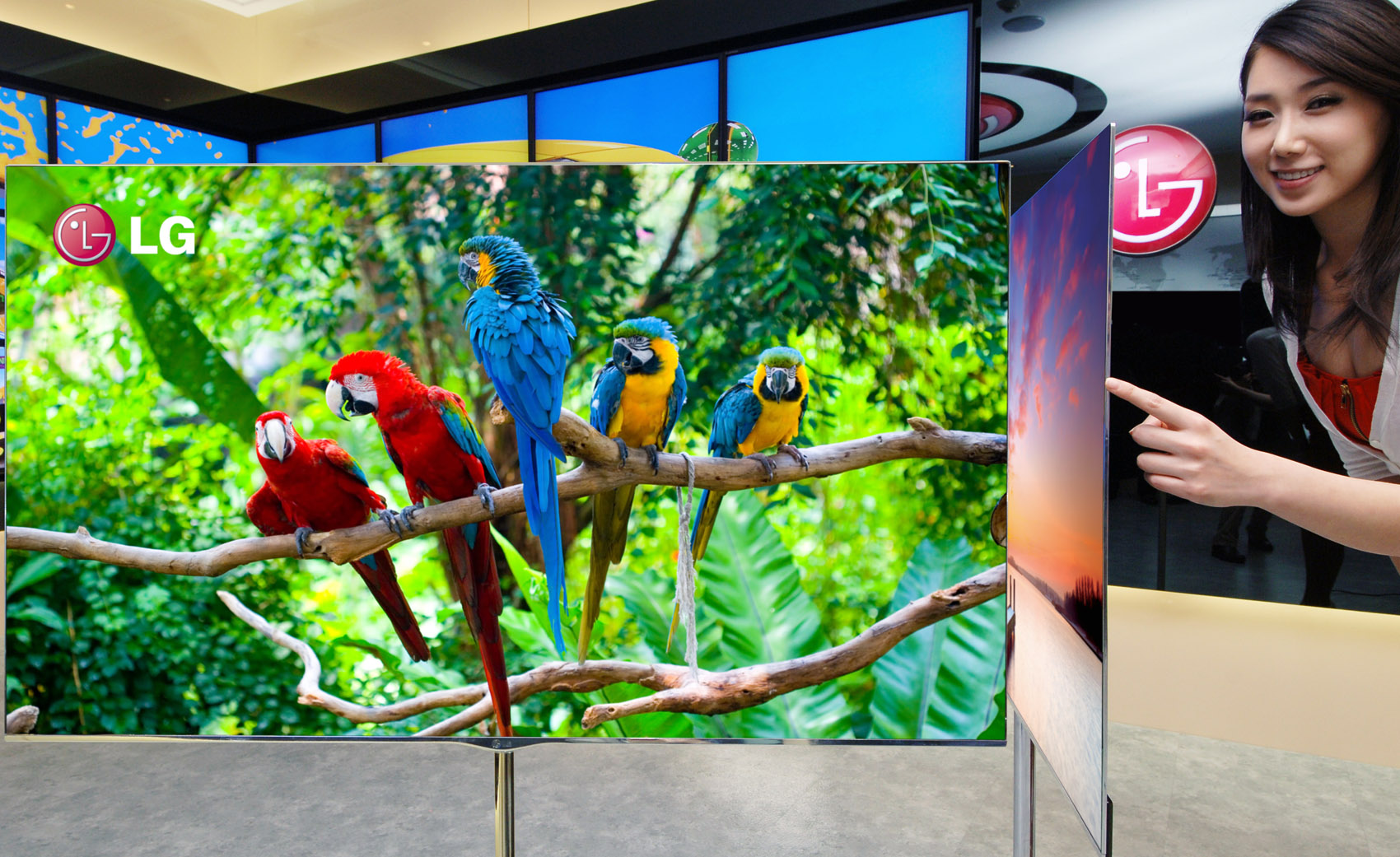
تلفاز ثنائي مساري عضوي باعث للضوء ثلاثي الأبعاد، من صنع شركة شاشات إل جي، وهي أكبر مصنّع لشاشات عرض البلورة السائلة

لم يحدث التطور العلمي والتكنولوجي في كوريا الجنوبية مبكراً لأسبابٍ أكثر إلحاحًا أهمها تقسيم كوريا وحرب كوريا التي حدثت مباشرة بعد استقلالها. لم يكن الأمر كذلك حتى الستينيات في ظل دكتاتورية بارك تشونغ هي حيث نما اقتصاد كوريا الجنوبية بسرعة من التصنيع وظهور الائتلافات التجارية مثل سامسونج، ومجموعة إل جي، وإس كيه جروب. منذ نمو اقتصاد كوريا الجنوبية، ركزت كوريا الجنوبية على الشركات القائمة على التكنولوجيا، والتي دعمتها الحكومة من خلال تطوير البنية التحتية.
تتصدر كوريا الجنوبية منظمة التعاون الاقتصادي والتنمية في عدد خريجي العلوم والهندسة. من عام 2014 إلى عام 2019، احتلت البلاد المرتبة الأولى بين الدول الأكثر ابتكارًا وفق بلومبيرغ إل بي. حلّت كوريا الجنوبية في المرتبة العاشرة في مؤشر الابتكار العالمي عام 2023، بعد أن كانت في المرتبة السادسة عام 2021، ثم تقدّمت كوريا بقوّة في مجال الابتكار لتحلّ في المركز السادس بين دول العالم وفق مؤشر الابتكار لعام 2024.

تُعرف كوريا الجنوبية بأنها اليوم منصة انطلاق لسوق الهاتف المحمول المتطورة، حيث يمكن للمطورين جني فوائد السوق ذات القيود التكنولوجية القليلة. هناك اتجاه متزايد لاختراع أنواع جديدة من الوسائط أو التطبيقات، وذلك باستخدام البنية التحتية للإنترنت 4G و5G في كوريا الجنوبية. تمتلك كوريا الجنوبية البنية التحتية اللازمة لتلبية الكثافة السكانية والثقافة التي لديها القدرة على خلق خصوصية محلية قوية.
نما إجمالي الإنفاق على البحث والتطوير من نحو 3.9% من الناتج المحلي الإجمالي عام 2013 إلى ما يزيد عن 4.9% عام 2022. عام 2023، أعلنت الحكومة عن خفض الإنفاق بنحو 11% لعام 2024، وعن نيتها تحويل الموارد إلى مبادرات جديدة، مثل الجهود المبذولة لبناء الصواريخ، ومتابعة البحوث الطبية الحيوية، وتطوير الابتكار في مجال التكنولوجيا الحيوية.

### أبحاث الفضاء
كوريا الجنوبية ارسلت ما يصل 10 أقمار صناعية من عام 1992، وكلها باستخدام صواريخ أجنبية ومنصات إطلاق في الخارج، ولا سيما أريرانغ-1 في عام 1999، وآريرانغ 2-في عام 2006 كجزء من شراكة الفضاء مع روسيا. فقد القمر أريرانغ-1 في الفضاء في عام 2008، بعد تسع سنوات في الخدمة.
في نيسان 2008، أصبح {يي سو يون} أول كوري يطير إلي الفضاء، على متن السفينة سويوز TMA-12 الروسية.
في يونيو 2009، تم الانتهاء من الميناء الفضائي الأول في كوريا الجنوبية، ومركز نارو الفضائي، في غوهيونغ، جولا نام دو. وأُطلِق نارو-1 في أغسطس 2009 والذي فشل. والمحاولة الثانية في يونيو 2010 وكانت أيضا غير ناجحة. وتخطط الحكومة للتحقيق في المشاكل وتطوير نارو-2 بحلول عام 2018.
وشابت جهود كوريا الجنوبية لبناء الإطلاق الفضائية الأصلية مركبة بسبب الضغوط السياسية المستمرة في الولايات المتحدة، والذي كان لعقود عديدة أعاقت الصواريخ في كوريا الجنوبية الأصليين وبرامج تطوير الصواريخ في خوف من علاقتهم ممكن لصاروخ السرية البالستية العسكرية البرامج، التي أصرت كوريا مرات كثيرة لا تنتهك المبادئ التوجيهية للبحوث والتنمية التي ينص عليها بين الولايات المتحدة وكوريا اتفاقات بشأن فرض قيود على صاروخ من كوريا الجنوبية أبحاث التكنولوجيا وتطويرها. كوريا الجنوبية قد طلب المساعدة من الدول الأجنبية مثل روسيا من خلال التزامات MTCR لتكملة لها المقيدة تكنولوجيا الصواريخ المحلية. فشل الاثنان KSLV-I استندت مركبات الإطلاق على وحدة صاروخ العالمي، في المرحلة الأولى من الصاروخ الروسي أنغارا، جنبا إلى جنب مع مرحلة بالوقود الصلب 2 بناها كوريا الجنوبية.

### الروبوتات

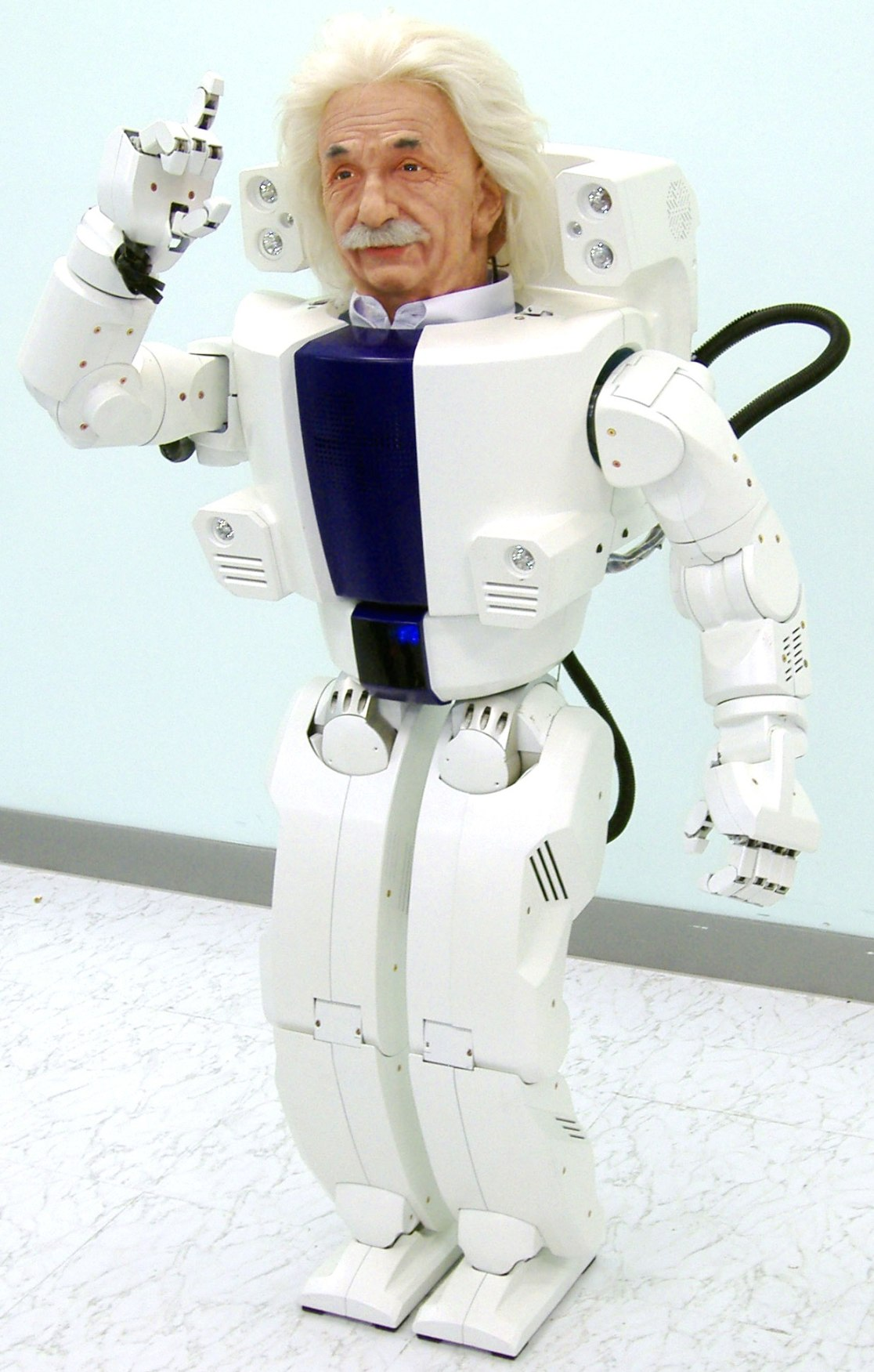
ألبرت أينشتاين كان هناك، يمكن أن تجعل الإيماءات التعبيرية مع الأصابع الخمسة منفصلة.

وقد أدرج الروبوتات في قائمة أهم مشاريع البحث والتطوير الوطنية في كوريا منذ عام 2003. وفي عام 2009، أعلنت الحكومة عن خطط لبناء الروبوت تحت عنوان الحدائق في إنتشون وماسان مع مزيج من التمويل العام والخاص.
في عام 2005، وضعت المعهد الكوري المتقدم للعلوم والتكنولوجيا (KAIST) المشي في العالم ثاني الروبوت. وضع فريق في معهد كوريا للتكنولوجيا الصناعية أول الكورية الروبوت، من أي وقت مضى-1 في مايو 2006. أي وقت مضى (1) تم نجحت من قبل نماذج أكثر تعقيدا مع تحسين حركة والرؤية. ومن المقرر أن النماذج التالية التي يتعين يكتمل بحلول عام 2010.
وأعلنت عن خطط لإنشاء مساعدي الروبوت الإنجليزية التدريس للتعويض عن النقص في عدد المعلمين في فبراير 2010، مع الروبوتات التي يجري نشرها على معظم الحضانات ورياض الأطفال بحلول عام 2013. مدرجة أيضا الروبوتات في قطاع الترفيه كذلك؛. الكورية تم عقد مهرجان الروبوت لعبة في كل عام منذ عام 2004 لتعزيز العلوم والتكنولوجيا الروبوت.

### التكنولوجيا الحيوية
منذ 1980، استثمرت الحكومة الكورية في تطوير صناعة التكنولوجيا الحيوية المحلية، ويتوقع أن القطاع ليصل إلى 6.5 مليار دولار بحلول عام 2010. ويمثل القطاع الطبي لجزء كبير من الإنتاج، بما في ذلك الإنتاج من التهاب الكبد اللقاحات والمضادات الحيوية.
في الآونة الأخيرة، تلقت البحوث والتطوير في مجال علم الوراثة والاستنساخ اهتماما متزايدا، مع الاستنساخ الناجحة الأولى لكلب، سنوبي، واستنساخ الأنثيين من الأنواع المهددة بالانقراض من الذئاب [بحاجة لمصدر] من جامعة سيول الوطنية في عام 2007.
وقد أدى النمو السريع للصناعة في فراغات كبيرة في تنظيم الأخلاق، كما تم تسليط الضوء من قبل حالة تنطوي على سوء السلوك العلمي هوانج وو سوك.

## التعليم

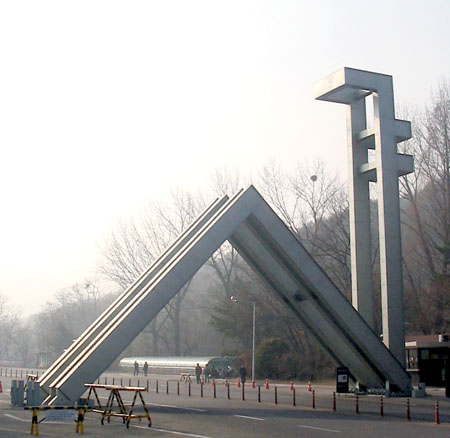
جامعة سيول الوطنية.

ويعتبر التعليم في كوريا الجنوبية على أنها حاسمة لنجاح المالية والاجتماعية، والمنافسة شرسة وبناء على ذلك، مع العديد من المشاركين في الدروس الخصوصية خارج مكثفة لاستكمال فصول. في نتائج عام 2006 لبرنامج منظمة التعاون والتنمية الدولي لتقييم الطلبة، وجاءت كوريا الجنوبية الأولى في حل المشاكل، والثالث في الرياضيات والسابعة في العلوم. نظام في كوريا الجنوبية التعليم تقدما من الناحية التكنولوجية وأنه من بلد في العالم أول من جلب عالية سرعة الألياف الضوئية وصول إنترنت واسع النطاق على كل المدارس الابتدائية والثانوية على مستوى الأمة. تستخدم هذه البنية التحتية، وقد وضعت البلاد على الكتب المدرسية الرقمية الأولى في العالم، والتي سيتم توزيعها مجانا على كل المدارس الابتدائية والثانوية في أرجاء البلاد بحلول عام 2013.
إدارة مركزية في كوريا الجنوبية يشرف على عملية لتعليم الأطفال من الروضة حتى السنة الثالثة والأخيرة من المرحلة الثانوية. وقد اعتمدت كوريا الجنوبية برنامج تعليمي جديد لزيادة عدد الطلاب الأجانب خلال عام 2010. وفقا لتقديرات وزارة التربية والتعليم والعلوم والتكنولوجيا، وبحلول ذلك الوقت، سيتم مضاعفة عدد المنح الدراسية للطلاب الأجانب في كوريا الجنوبية، وعدد الطلاب الأجانب سيصل إلى 100،000. وينقسم العام الدراسي إلى فصلين دراسيين، وهو الأول من الذي يبدأ في بداية شهر مارس وتنتهي في منتصف يوليو، والثاني الذي يبدأ في أواخر شهر أغسطس وينتهي في منتصف فبراير شباط. جداول موحدة ليست موحدة وتختلف من مدرسة إلى أخرى. معظم المدارس المتوسطة من كوريا الجنوبية والمدارس الثانوية لديها الزي المدرسي، على غرار النمط الغربي الزي. زي الأولاد وعادة ما تتألف من السراويل والقمصان البيضاء، والفتيات ارتداء التنانير والقمصان البيضاء (وهذا ينطبق فقط في المدارس الإعدادية والثانوية).

## التركيبة السكانية
ويلاحظ كوريا الجنوبية لكثافة سكانها، والذي هو 487 في الكيلومتر المربع الواحد، أي أكثر من 10 مرات من المتوسط العالمي. معظم الكوريين الجنوبيين يعيشون في المناطق الحضرية، ويرجع ذلك إلى الهجرة السريعة من الريف خلال التوسع الاقتصادي للبلاد سريع في 1970، 1980 و 1990. العاصمة سول هو أيضا أكبر مدينة في البلاد ومركز صناعي كبير. وفقا لتعداد عام 2005، كان عدد سكان سيول من 9.8 مليون نسمة. منطقة سيول العاصمة الوطنية لديه 24500000 نسمة مما يجعلها منطقة حضرية في العالم ثاني أكبر وسهولة أكثر المدن كثافة سكانية في منظمة التعاون والتنمية. مدن رئيسية أخرى تشمل بوسان (3.5 مليون)، انشيون (2.5 مليون)، ديغو (2.5 مليون)، ديغون (1.4 مليون)، جوانج جو (1.4 مليون)، واولسان (1.1 مليون).
كما تم السكان تشكلها الهجرة الدولية. بعد الحرب العالمية الثانية وتقسيم شبه الجزيرة الكورية، عبر نحو أربعة ملايين شخص من كوريا الشمالية الحدود إلى كوريا الجنوبية. عكس هذا الاتجاه من دخول الصافي على مدى السنوات ال 40 المقبلة بسبب الهجرة، وخاصة إلى الولايات المتحدة وكندا. وكان عدد السكان في كوريا الجنوبية في عام 1955 مجموع 21500000, واليوم هو 50062000 تقريبا.
كوريا الجنوبية هي واحدة من أكثر المجتمعات متجانسة عرقيا في العالم، مع أكثر من 99٪ من السكان وجود العرق الكورية. دعوة الكوريين مجتمعهم 단일 민족 국가، دان ايل minjok غوك GA، «المجتمع سباق واحد».
النسبة المئوية للمواطنين أجانب قد تنمو بسرعة. اعتبارا من عام 2009 [بحاجة لمصدر]، وكوريا الجنوبية لديها 1106884 المقيمين الأجانب، و 2.7٪ من السكان، ومع ذلك، أكثر من نصفهم من الكوريين مع جنسية أجنبية. على سبيل المثال، والمهاجرين من الصين (جمهورية الصين الشعبية) يشكلون 56.5٪ من الرعايا الأجانب، ولكن ما يقرب من 30٪ من المواطنين الصينيين في كوريا هي Joseonjok (조선족 في كوريا)، لجان المقاومة الشعبية المواطنين من العرقية الكورية. وبغض النظر عن العرق وهناك هي 28500 العسكريين الأميركيين العاملين في كوريا الجنوبية لمدة عام واحد من جولة غير المصحوبين، وفقا لمكتب الإحصاء الوطني الكوري. وبالإضافة إلى ذلك، حوالي 43000 مدرسي اللغة الإنجليزية من البلدان الناطقة بالإنكليزية يقيم مؤقتا في كوريا. حاليا، وكوريا الجنوبية لديها واحد من أعلى معدل للنمو السكاني ولدوا من وزير الخارجية، مع مساكن الخارجية حوالي 30،000 مولود الحصول على الجنسية الكورية الجنوبية كل سنة منذ عام 2010.
وكان معدل المواليد في كوريا الجنوبية الأدنى على مستوى العالم في عام 2009. وإذا استمر هذا، ومن المتوقع أن سكانها لخفض بنسبة 13٪ إلى 42.3 مليون في عام 2050. معدل المواليد في كوريا الجنوبية السنوية ما يقرب من 9 ولادة لكل 1000 شخص. ومع ذلك، فقد زاد معدل المواليد بنسبة 5.7٪ في عام 2010 وكوريا لم يعد لديه معدل المواليد أدنى مستوى في العالم. وطبقا لتقرير 2011 من تشوسون ايلبو، معدل كوريا الجنوبية الخصوبة الكلي (1.23 طفل لكل امرأة) أعلى من تلك التي تايوان (1.15) واليابان (1.21). وكان متوسط العمر المتوقع في عام 2008 79.10 عاما, الذي هو 34 في العالم.

### المدن
يسرد الجدول أدناه أكبر المدن 20 داخل حدود المدينة الإدارية.

### الدين

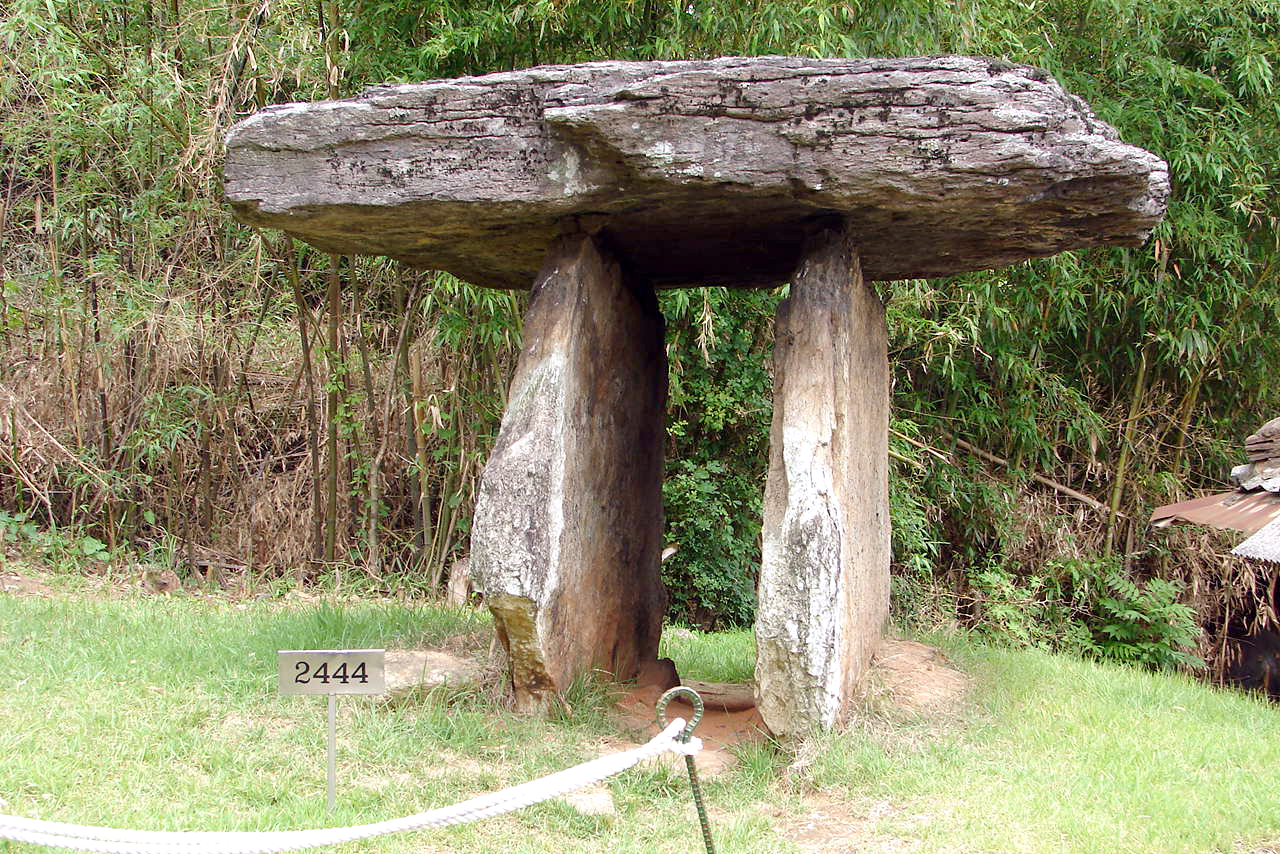
واحدة من أطول الدولمينات في الدولمينات Gochang في Gochang، هواسون، ومواقع كانغهوا دولمن، اليونسكو للتراث العالمي.

وفقًا لنتائج التعداد السكاني لعام 2015، أعلن أكثر من نصف سكان كوريا الجنوبية (56.1٪) أنهم غير منتسبين إلى أي منظمات دينية. في استطلاع عام 2012، أعلن 52٪ أنفسهم "متدينين"، وقال 31٪ إنهم "غير متدينين" و15٪ قالوا إنهم "ملحدون مقتنعون". من الراحة، ومعظمهم من البوذيين أو المسيحيين. وفقا لتعداد 2007، 29.2٪ من السكان في ذلك الوقت كانت المسيحية (18.3٪ عرفوا أنفسهم بأنهم بروتستانت، 10.9٪ كما الروم الكاثوليك)، وبنسبة 22.8٪ وكانت البوذية. الأديان الأخرى الإسلام وجديد مختلف الحركات الدينية مثل المسيحية، الهندوسية وون البوذية. كان أقرب دين يمارس الشامانية الكورية. واليوم، ويضمن حرية الدين في الدستور، وليس هناك دين للدولة.
المسيحية هي أكبر دين في كوريا الجنوبية، وهو ما يمثل أكثر من نصف معتنقي جميع الدينية الكورية الجنوبية. وهناك حوالى 13.7 مليون مسيحي في كوريا الجنوبية اليوم، مع الثلثين تقريبا من المسيحيين المنتمين إلى الكنائس البروتستانتية، في حين أن نحو 37٪ ينتمون إلى الكنيسة الكاثوليكية الرومانية. وقد انخفض البروتستانتية منذ 1980s لصالح الكاثوليكية الرومانية. كوريا الجنوبية هي أيضا ثاني أكبر التبشيرية التي ترسل دولة، بعد الولايات المتحدة.
دخلت الديانة البوذية إلى كوريا في عام 372. ووفقا لتعداد وطني اعتبارا من عام 2005، وكوريا الجنوبية لديها أكثر من 10.7 مليون البوذيين. واليوم، نحو 90٪ من البوذيين الكورية تنتمي إلى Jogye الأمر. أكثر من الكنوز الوطنية لكوريا الجنوبية هي القطع الأثرية البوذية. وكانت البوذية دين الدولة من كوريا من الفترة شمال الولايات الجنوبية (وينبغي عدم الخلط بينه وبين تقسيم الحديثة من كوريا) لمملكة كوريو قبل قمع في ظل مملكة جوسون لصالح كونفوشيوسية الجديدة.
ويعتقد أقل من 30،000 الكوريين الجنوبيين أن يكونوا مسلمين، ولكن البلاد لديها حوالي 100،000 العمال الأجانب المقيمين من بلدان مسلم, بصورة رئيسية من بنغلاديش وباكستان.

## الرعاية الصحية
على الرغم من أن متوسط العمر المتوقع قد ازداد بشكل ملحوظ منذ عام 1950، وكوريا الجنوبية ويواجه عددا من القضايا الهامة في مجال الرعاية الصحية. هو قبل كل شيء من أثر التلوث البيئي على السكان يزداد تحضرا. وفقا لوزارة الصحة والرعاية حساب الأمراض المزمنة لمعظم الأمراض في كوريا الجنوبية، وهي حالة تفاقمت بسبب التركيز على نظام الرعاية الصحية على العلاج بدلا من الوقاية. الإصابة بالأمراض المزمنة في كوريا الجنوبية تحوم حول 24 في المئة. ما يقرب من 33 في المئة من جميع البالغين من الدخان. وكان فيروس نقص المناعة البشرية (الإيدز) معدل انتشار في نهاية عام 2003 أقل من 0.1 في المئة. في عام 2001 بلغت نفقات الحكومة المركزية على الرعاية الصحية لنحو 6 في المئة من اجمالي الناتج المحلي (GDP). ويبلغ معدل الانتحار في البلاد كان 26 لكل 100،000 في عام 2008، وهي أعلى نسبة في العالم الصناعي.
احتلت كوريا الجنوبية استنادا إلى اللجنة الاستشارية لآسيا والمحيط الهادئ حول أنفلونزا (APACI)، وهو أعلى من التطعيم ضد الإنفلونزا في آسيا مع 311 لقاحات لكل 1،000 شخص.
ظهرت في شهر يونيو 2015 إصابات لمرض كورونا حيث وصل عدد الضحايا لـ 14 حالة وفاة.

## الثقافة التقليدية

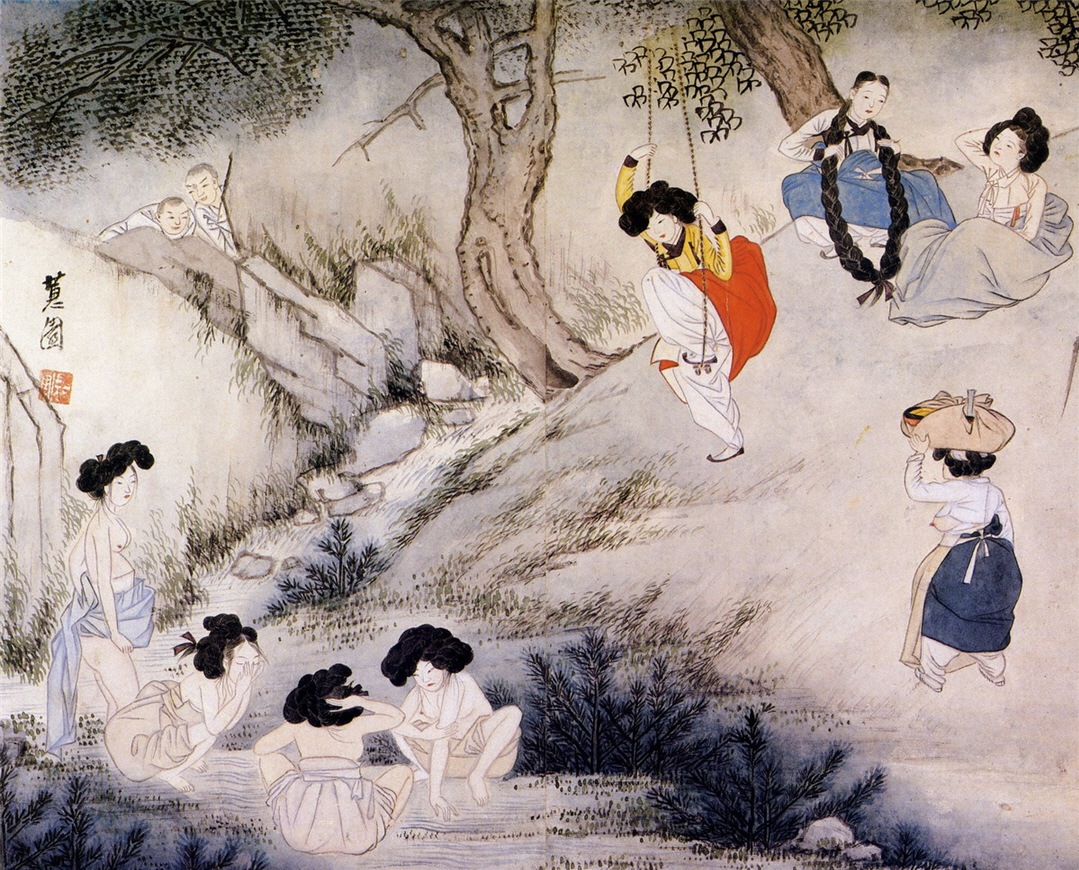
مشهد يوم دانو

كوريا الجنوبية تشارك ثقافتها التقليدية مع كوريا الشمالية، لكن الكوريتين قد وضعت الأشكال المعاصرة متميزة للثقافة منذ تم تقسيم شبه الجزيرة في عام 1945. تاريخياً، في حين تم ثقافة كوريا تتأثر بشدة من جراء ذلك من الصين المجاورة، وأنها نجحت مع ذلك في تطوير هوية ثقافية فريدة من نوعها والتي تختلف عن جارتها الكبيرة. وزارة كوريا الجنوبية من الثقافة والرياضة والسياحة وتشجع بنشاط الفنون التقليدية، فضلاً عن الأشكال الحديثة، من خلال التمويل وبرامج التعليم.
جلبت التصنيع والتحضر من كوريا الجنوبية العديد من التغييرات على طريقة عيش الناس الكورية. وقد أدى تغيير الاقتصاد وأنماط الحياة لتركز السكان في المدن الكبرى، خصوصا العاصمة سيول، مع تعدد الأجيال في الأسر التي تفصل النووية ترتيبات المعيشة العائلية.

### الفن

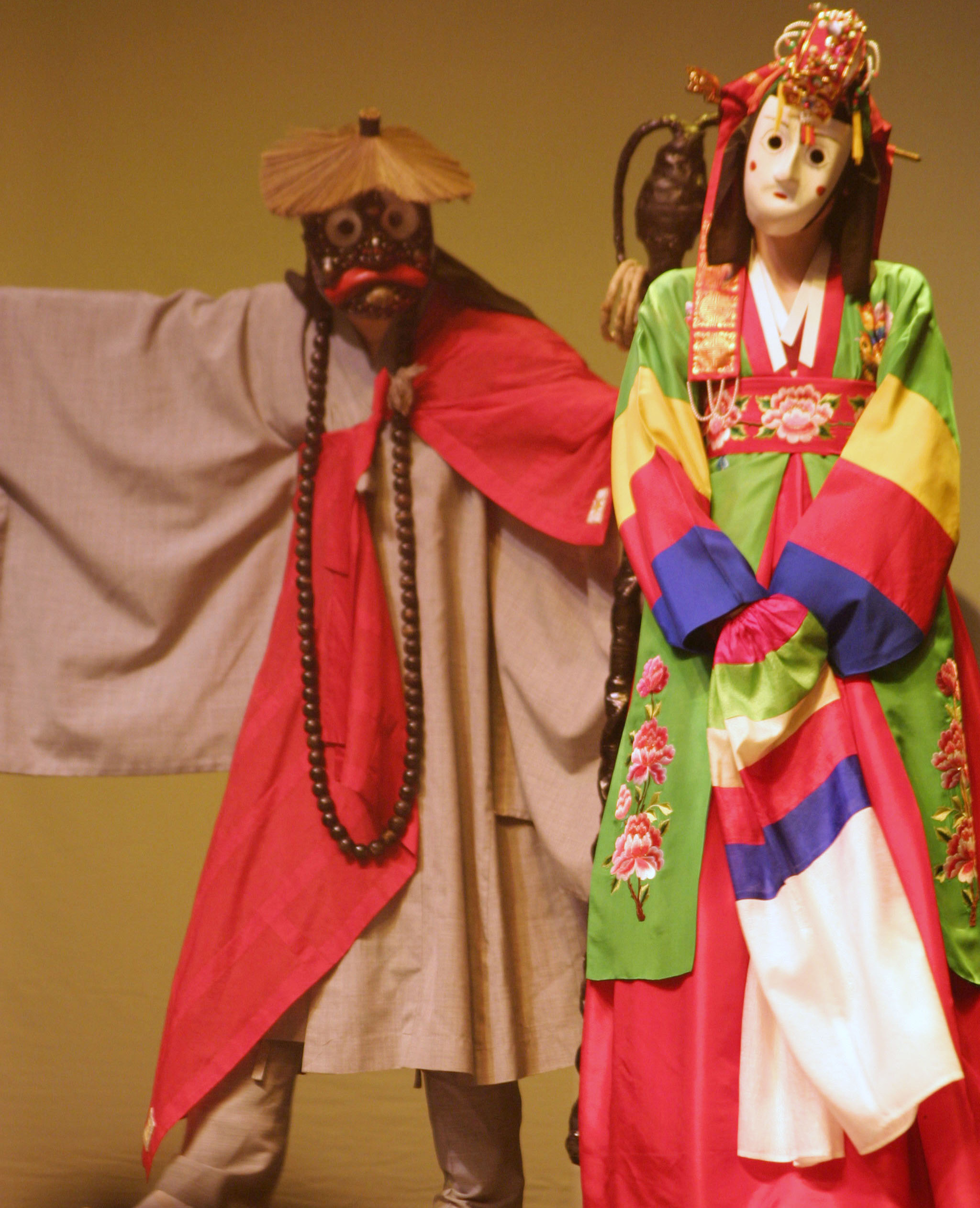

لقد كان الفن الكوري متأثرة إلى حد كبير البوذية والكونفوشيوسية، وهو ما يمكن ملاحظته في اللوحات التقليدية العديد من المنحوتات وخزف وفنون الأداء. معروفة الفخار الكورية والخزف الصيني، مثل baekja جوسون وbuncheong، وسيلادون كوريو لل في جميع أنحاء العالم. حفل الشاي الكورية، pansori، talchum وbuchaechum هي أيضاً ملحوظ الفنون المسرحية الكورية.
بدأ الفن الحديث في الازدهار في مرحلة ما بعد الحرب الكورية في 1960 م و 1970 م، عندما جنوب الفنانين الكورية اهتمت في أشكال هندسية والمواضيع غير الملموسة. إقامة الانسجام بين الإنسان والطبيعة وكان أيضاً وجهة مفضلة من هذا الوقت. نظراً لعدم الاستقرار الاجتماعي، ظهرت القضايا الاجتماعية مثل الموضوعات الرئيسية في 1980s. وقد تأثر الفن من قبل مختلف المناسبات الدولية والمعارض في كوريا، ومعها تجلب المزيد من التنوع. وحديقة النحت الأولمبية في عام 1988، أن نقل طبعة عام 1993 من بينالي ويتني إلى سيول, إنشاء جوانج جو لل بينالي والجناح الكوري في بينالي البندقية في عام 1995 وكانت أحداث بارزة.

### الهندسة المعمارية

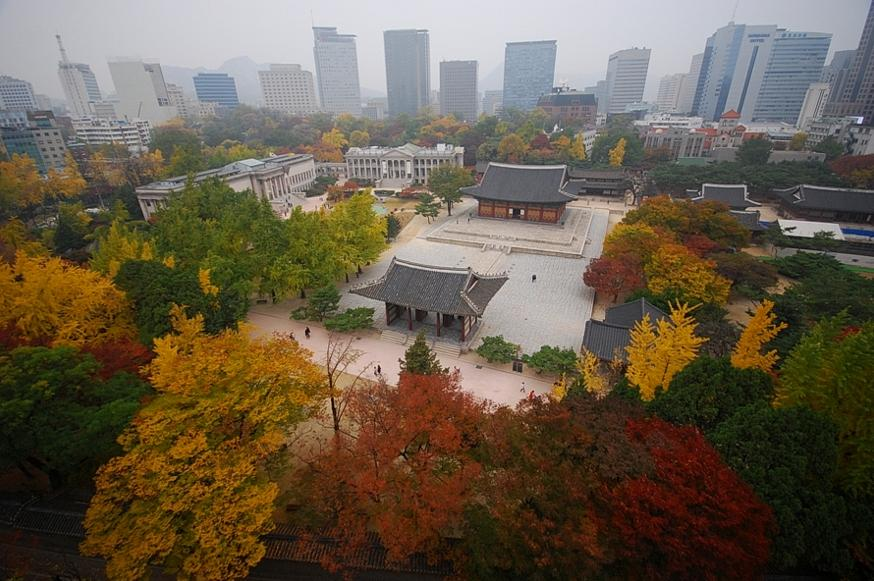
حديث أفق سول ودوك سو جونج قصر

نظراً لتاريخ كوريا الجنوبية المضطرب، فقد تكررت عمليات الهدم والإعمار بشكل مستمر دائمًا ، أدى ذلك إلى مزيج مختلف ومثير للاهتمام من الطرز المعمارية والتصاميم.
تتميز العمارة التقليدية الكورية بتناسق مع الطبيعة. اعتمد المهندسين المعماريين القدماء نظام قوس تتميز الأسقف المصنوعة من القش وتكون التدفئة عبر الأرضيات بنظام يسمى «أوندول». الناس من الطبقات العليا بناء منازل أكبر، مع أسقف القرميد منحني بشكل رائع مع رفع طنف. ويمكن رؤية الهندسة المعمارية التقليدية في القصور والمعابد والبيوت القديمة المحفوظة دعا hanok, والمواقع الخاصة مثل القرية الشعبية هاهوي، قرية يانج دونج من جيونجو والقرية الشعبية الكورية. ويمكن أيضاً أن ينظر إلى العمارة التقليدية في تسعة مواقع التراث العالمي لليونسكو في كوريا الجنوبية.

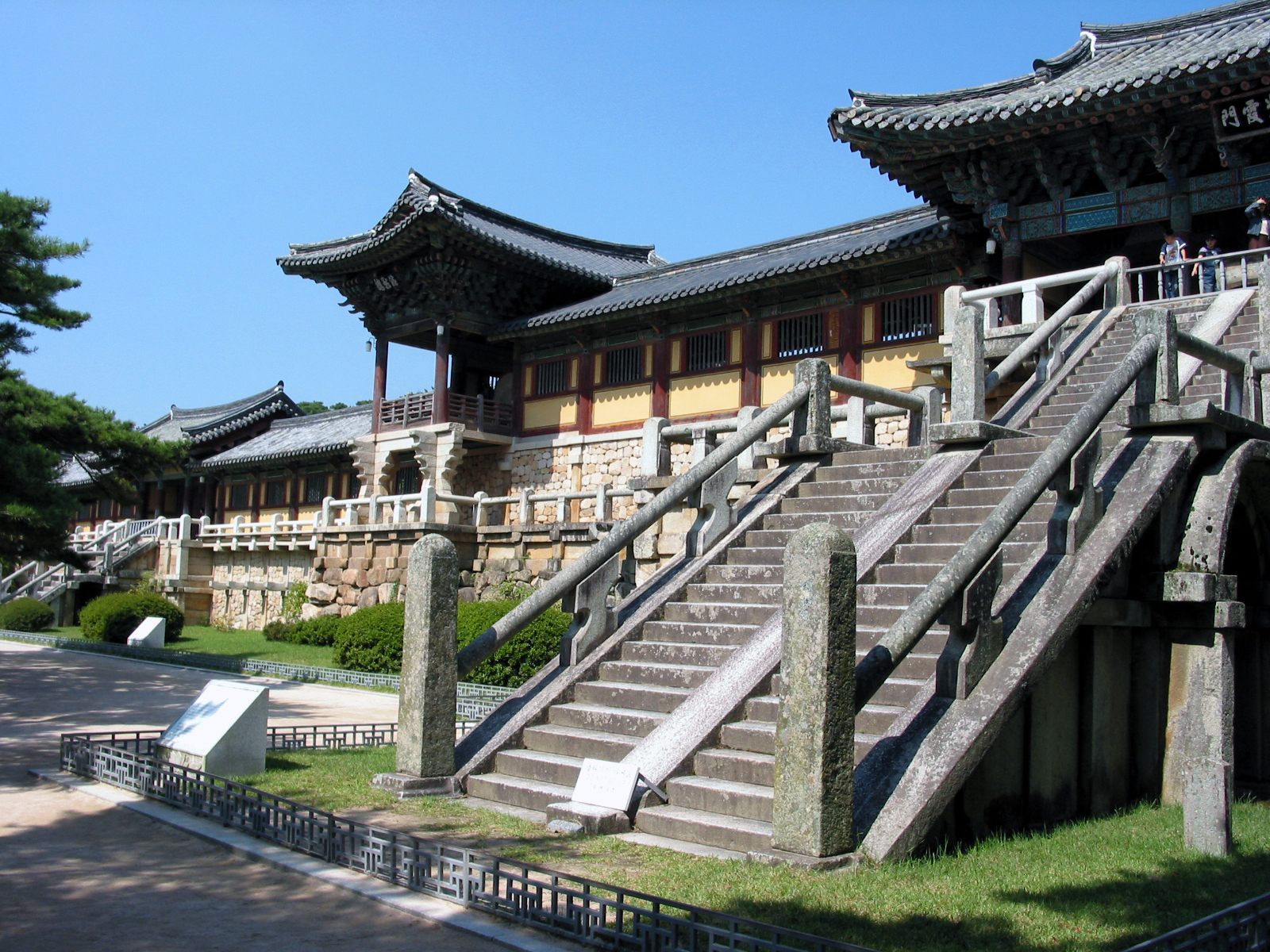
معبد سوكورام وبولغوكسا، وهو موقع لليونسكو للتراث العالمي

قدم للمرة الأولى العمارة الغربية إلى كوريا في نهاية القرن 19. والكنائس، ومكاتب للتشريع أجنبي، وقد تم بناء المدارس والمباني الجامعية في أساليب جديدة. مع ضم كوريا من قبل اليابان في عام 1910 تدخلت النظام الاستعماري في كوريا التراث المعماري، وفرض على الطريقة اليابانية العمارة الحديثة. قاد المشاعر المعادية لليابانيين، والحرب الكورية، إلى تدمير معظم المباني التي شيدت خلال تلك الفترة.
دخلت الكورية الهندسة المعمارية في مرحلة جديدة من التنمية خلال إعادة الإعمار بعد الحرب الكورية، وتتضمن الاتجاهات المعمارية الحديثة والأساليب. وشهدت إعادة تطوير نشط تحفزها على النمو الاقتصادي في 1970s و 1980s، آفاق جديدة في التصميم المعماري. في أعقاب أولمبياد سيول 1988، وكوريا الجنوبية قد شهدت تفاوتا واسعاً من الأساليب في المشهد المعماري المناسب، في جزء كبير منه، إلى انفتاح السوق على المهندسين الأجانب. وقد تم بذل جهود المعمارية المعاصرة تحاول باستمرار تحقيق التوازن بين الفلسفة التقليدية «وئام مع الطبيعة»، والتحضر السريع أن هذا البلد قد يمر بها في السنوات الأخيرة.

### المطبخ
المطبخ الكوري، hanguk يوري (한국 요리؛ 韩国 料理)، أو hansik (한식؛ 韩 食)، وتطورت عبر قرون من التغيير الاجتماعي والسياسي. المكونات وأطباق تختلف من محافظة. وهناك العديد من الأطباق الإقليمية الهامة التي تكاثرت في أشكال مختلفة في جميع أنحاء البلاد في وقتنا الحاضر. الديوان الملكي الكورية المطبخ أحضر مرة واحدة كل من التخصصات الإقليمية فريد معا للعائلة المالكة. وقد نُظِّمت وجبات الطعام المستهلكة على حد سواء من قبل العائلة المالكة والمواطنين الكوريين العاديين ثقافة فريدة من الأدب.
ويستند إلى حد كبير المطبخ الكوري في الأرز، والمكرونة، والتوفو، والخضروات، والأسماك واللحوم. ويلاحظ وجبات الطعام الكوري التقليدي لعدد من الأطباق الجانبية، banchan (반찬)، والذي ترافق البخارية المطبوخة قصيرة حبوب الأرز. ويرافق كل وجبة من قبل banchan عديدة. الكيمتشي (김치)، ويقدم عادة 1 المخمرة، طبق نباتي حار عادة في كل وجبة واحدة من أفضل الأطباق الكورية المعروفة. المطبخ الكوري وعادة ما ينطوي الثقيلة التوابل مع زيت السمسم، وdoenjang (된장)، وهو نوع من معجون فول الصويا المخمر، صلصة الصويا والملح، والثوم، والزنجبيل، وgochujang (고추장)، ومعجون الفلفل الحار.
الحساء هي أيضاً جزء من وجبة مشتركة الكورية، ويتم تقديم كجزء من الطبق الرئيسي وليس في بداية أو نهاية وجبة. غالباً ما تكون مصنوعة الحساء المعروف باسم غوك (국) مع المحار، واللحوم والخضروات. مشابهة لغوك، تانغ (탕؛ 汤) لديها كميات أقل من المياه، ويتم في كثير من الأحيان تقدم في المطاعم. نوع آخر هو jjigae (찌개)، والحساء الذي هو عادة المخضرمين بشكل كبير مع الفلفل الحار وخدم يغلي الساخنة.

### الموسيقى العصرية، والسينما والتلفزيون
بالإضافة إلى الاستهلاك المحلي، جنوب الثقافة السائدة الكورية، بما في ذلك الدراما التلفزيونية والأفلام والموسيقى الشعبية، وتولد أيضاً أهم الصادرات إلى أجزاء مختلفة من العالم. واجتاحت هذه الظاهرة، وغالباً ما تسمى هاليو (الموجة الكورية) العديد من البلدان في آسيا وأجزاء أخرى من العالم.
سيو المجموعة والأولاد في عام 1992 نقطة تحول بالنسبة الموسيقى الشعبية الكورية، التي تعرف أيضاً باسم K-pop كمجموعة أدرجت عناصر من الأنواع الموسيقية الشعبية من موسيقى الراب والروك والتكنو و البوب، وإلى الموسيقى. أصبحت الهيب هوب والرقص وأغنية الأعمال الموجهة المهيمنة في مشهد الموسيقى الشعبية الكورية، على الرغم من خبب لا تزال تحظى بشعبية كبيرة بين الكوريين كبار السن. كما أن العديد من K-نجوم البوب وجماعات معروفة في الخارج، خصوصاً في أجزاء أخرى من آسيا.و التي من اشهرها
bts، exo,blackpink  \super junior
منذ نجاح شيري فيلم في عام 1999، بدأت الكورية فيلم للحصول على اعتراف دولي. فيلم المحلية لديها حصة مسيطرة في السوق، ويرجع ذلك جزئياً إلى وجود الحصص التي تتطلب شاشة السينما لعرض الأفلام الكورية على الأقل 73 يوما في السنة.
البرامج التلفزيونية الكورية، وخاصة في شكل درامي قصير المصغرة سلسلة تسمى «الدرامية»، كما أصبحت شعبية خارج كوريا، وأصبح هناك اتجاه آخر دافعة للاعتراف أوسع. وقد تسبب هذا الاتجاه بعض الجهات الكورية لتصبح أفضل معروف في الخارج. الأعمال الدرامية هي شعبية معظمها في آسيا. قصص وتميل إلى التركيز على الرومانسية، مثل احفاد الشمس ساعات الأميرة، أنت جميلة،الورثه اسمي كيم سام قريبا، ايام الزهور، شتاء سوناتا الخريف خرافة، فول هاوس، كل شيء عن حواء. وشملت الأعمال الدرامية التاريخية / خيال داي جانغ جيوم، الأسطورة، يى دونغ، وفضيحة.

### تكنولوجيا ثقافة

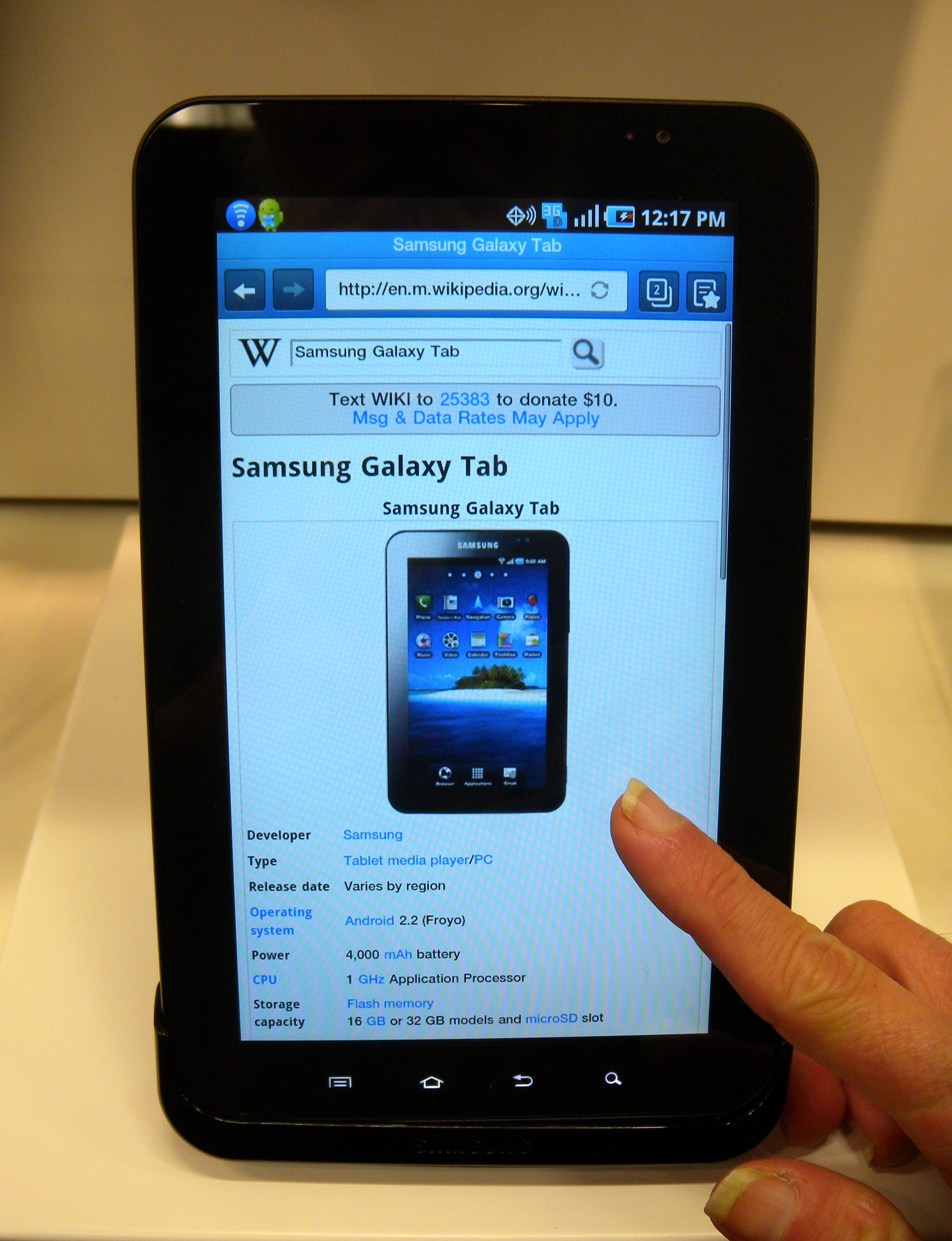
سامسونج غالاكسي تبويب

تم تصنيف الشركات الكورية الجنوبية سامسونج وإل جي أكبر الأولى والثالثة شركات الهاتف النقال في العالم في الربع الأول من عام 2012، على التوالي. ويقدر أن 90٪ من الكوريين الجنوبيين امتلاك الهاتف المحمول. وبصرف النظر عن وضع / استقبال وتستخدم على نطاق واسع المكالمات والرسائل النصية، والهواتف النقالة في البلاد لمشاهدة بث الوسائط المتعددة الرقمية (DMB) أو مواقع المشاهدة. قد بيعت. وهناك أكثر من مليون هاتف DMB والاتصالات اللاسلكية الرئيسية الثلاثة مقدمي اس كي تيليكوم، كيه، وشركة إل جي يو + توفير التغطية في جميع المدن الكبرى والمناطق الأخرى. كوريا الجنوبية لديها ثاني تنزيل أسرع إنترنت في العالم بسرعة، مع متوسط سرعة التحميل من 32.45 ميغابت / ثانية.

## الرياضة

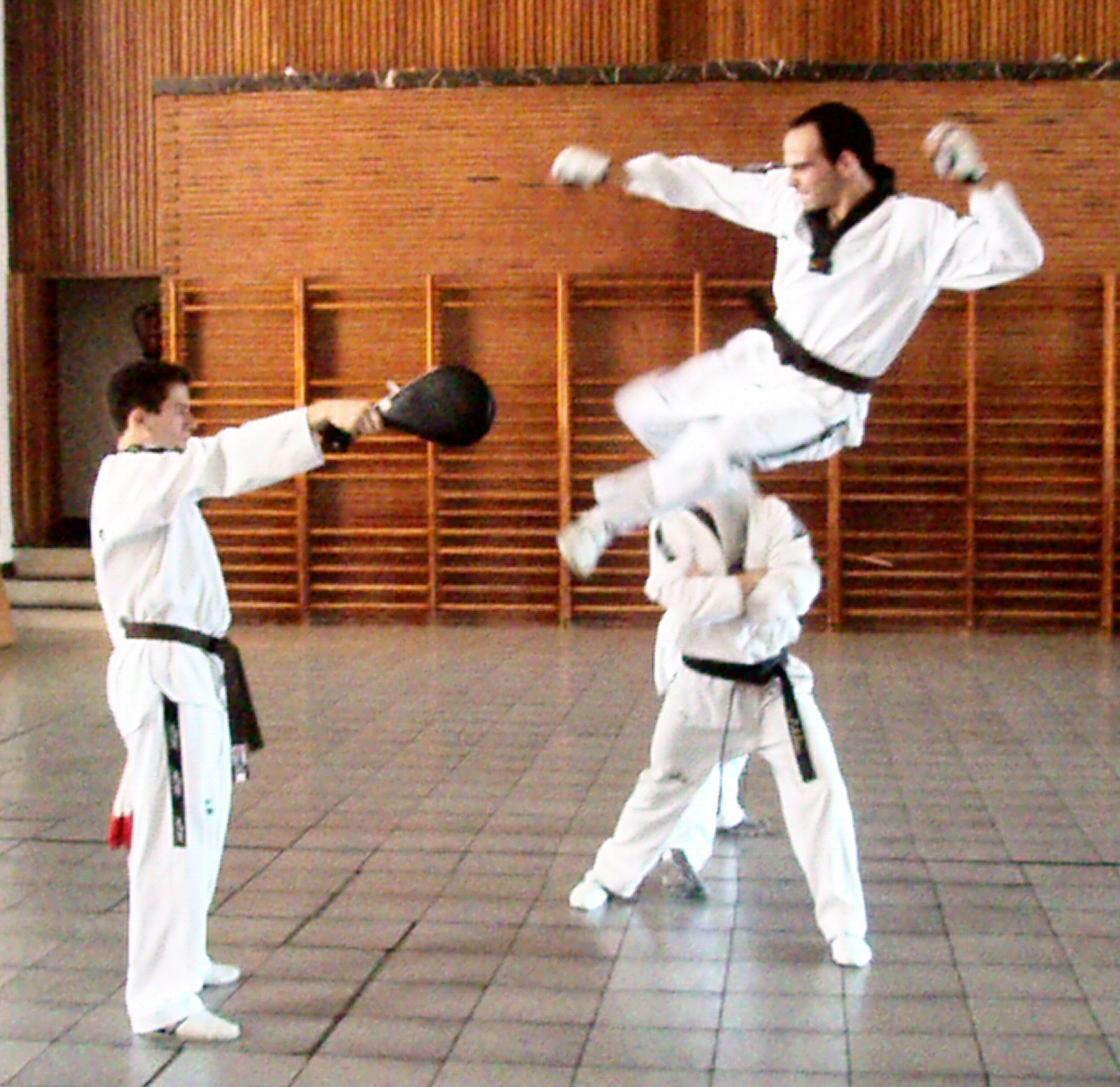
التايكوندو ممارس يدل تقنية.

نشأت فنون الدفاع عن النفس مثل التايكوندو في كوريا. في 1950s و 1960s، وقواعد حديثة وموحدة والتايكوندو أصبحت رياضة أولمبية رسمية في عام 2000. أخرى فنون الدفاع عن النفس الكورية تشمل taekkyeon، هاب كيدو، تانغ سو دو، كوك سول وون.
وقد جرت العادة على كرة القدم التي تعتبر الرياضة الأكثر شعبية في كوريا الاقتراع الأخيرة تشير إلى أن أغلبية، 40.6٪، من الجماهير الرياضية الكورية الجنوبية لا تزال كما مشجعي كرة القدم التعرف على الذات، مع لعبة البيسبول في المرتبة الثانية في 25.3٪ من أفراد العينة. ومع ذلك، فإن الاقتراع لا تشير إلى أي مدى اتباع المشاركين على حد سواء الرياضية. وأصبح الفريق الوطني لكرة القدم للفريق الأول في الاتحاد الآسيوي لكرة القدم للوصول إلى كأس العالم للدور قبل النهائي في بطولة كأس العالم 2002 لكرة القدم، التي تستضيفها كوريا الجنوبية واليابان. تأهل فريق جمهورية كوريا (كما هو معروف) عن كل نهائيات كأس العالم منذ المكسيك عام 1986، وأجتازت مرحلة المجموعات مرتين: الأولى في عام 2002، ومرة أخرى في عام 2010، عندما هزم من قبل أوروغواي الدور قبل النهائي في نهاية المطاف في دور ال 16.
لأول مرة لعبة البيسبول لكوريا في عام 1905 ومنذ ذلك الحين أصبحت شعبية متزايدة، مع بعض المصادر تدعي أنها تجاوزت كرة القدم والرياضة الأكثر شعبية في البلاد. ولقد اتسمت السنوات الأخيرة من قبل الحضور وزيادة أسعار التذاكر لل مباريات البيسبول المهنية. تم تأسيس الفنية كوريا دوري البيسبول، الدائرة 8 فريق، في عام 1982. أنهى فريق الوطنية لكوريا الجنوبية المركز الثالث في كلاسيك البيسبول العالم 2006 والمركز الثاني في البطولة عام 2009. وكان شاهد على نطاق واسع للفريق لعام 2009 المباراة النهائية ضد اليابان في كوريا، مع وجود شاشة كبيرة عند معبر Gwanghwamun في البث سيول لعبة الحياة. في دورة الألعاب الأولمبية الصيفية لعام 2008، فازت كوريا الجنوبية على الميدالية الذهبية في لعبة البيسبول. أيضا في عام 1982، في وورلدكوب البيسبول، فازت كوريا على الميدالية الذهبية. في دورة الألعاب الآسيوية 2010، وفاز فريق البيسبول الكورية الوطني على الميدالية الذهبية.
كرة السلة هي الرياضة الشعبية في البلاد أيضا. كوريا الجنوبية تقليديا أحد فرق كرة السلة أعلى في آسيا وواحدة من الانقسامات في القارة أقوى كرة السلة. استضافت سيول عام 1967 وعام 1995 بطولة كرة السلة الآسيوية. وقد فاز في كرة السلة الوطنية في جنوب كوريا الفريق عددا قياسيا من 23 ميدالية في هذا الحدث حتى الآن.

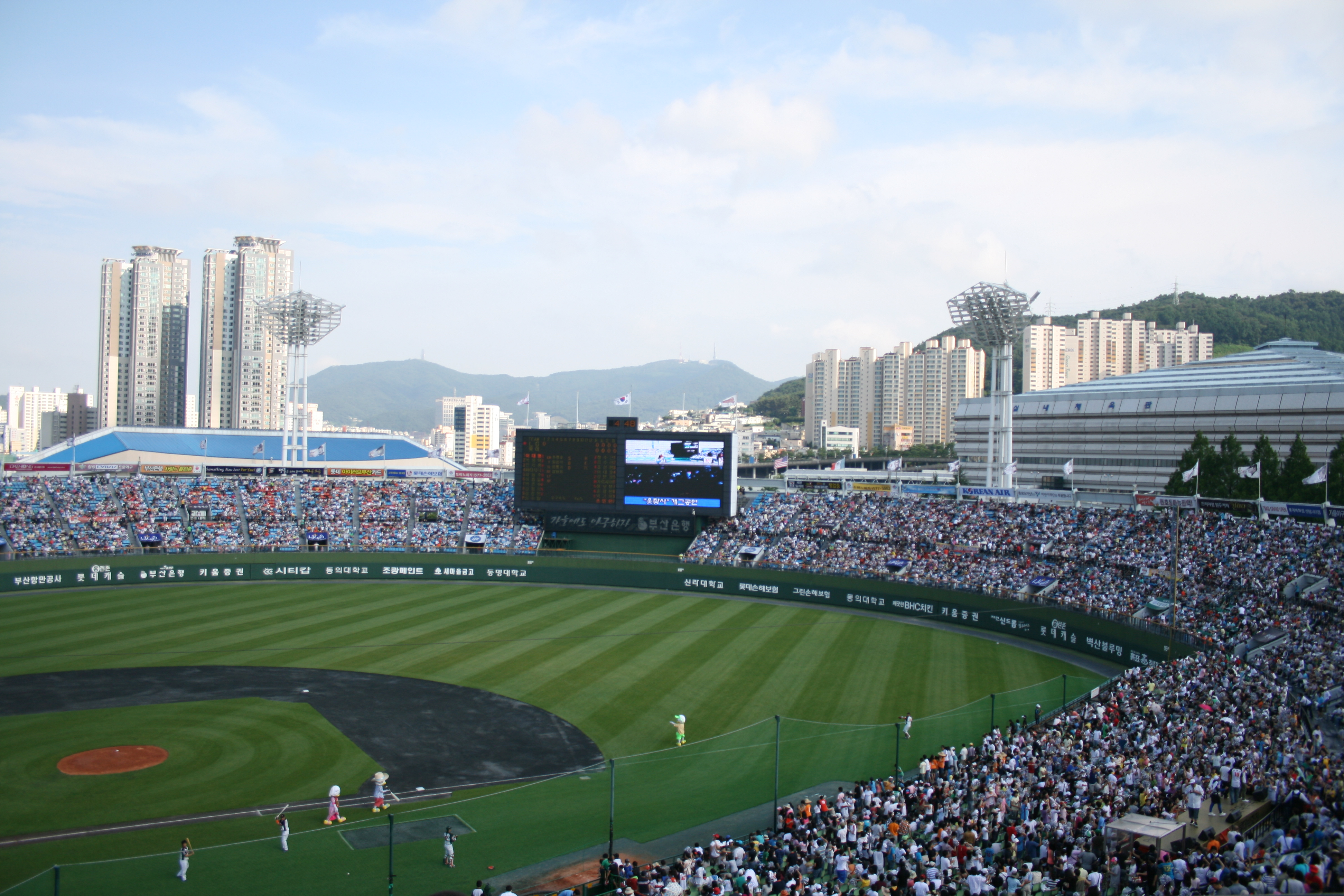
ملعب Sajik للبيسبول في بوسان

واستضافت كوريا الجنوبية في دورة الألعاب الآسيوية في عام 1986 (سيول)، 2002 (بوسان)، و استضافت في عام 2014 (سينشي). كما استضافت دورة ألعاب الجامعات الشتوية في عام 1997، دورة الألعاب الآسيوية الشتوية في عام 1999 والجامعات الصيفية في عام 2003. في عام 1988، واستضافت كوريا الجنوبية في دورة الألعاب الأولمبية الصيفية في سيول، يحل في المرتبة الرابعة مع 12 ميدالية ذهبية و 10 ميداليات فضية و 11 برونزية. كوريا الجنوبية بانتظام يؤدي بشكل جيد في الرماية وكرة الطاولة وتنس الريشة وباختصار المسار سرعة التزلج وكرة اليد والهوكي، والمصارعة الحرة والمصارعة الرومانية، لعبة البيسبول والجودو والتايكوندو والتزلج السريع، التزلج على الجليد، ورفع الاثقال. دورة الألعاب الأولمبية سيول المتحف هو متحف في سيول، كوريا الجنوبية، ومكرسة لدورة الألعاب الأولمبية الصيفية عام 1988. يوم 6 يوليو، تم اختيار 2011 من قبل اللجنة الأولمبية الدولية بيونج تشانج لاستضافة دورة الألعاب الأولمبية الشتوية 2018.
فازت كوريا الجنوبية المزيد من الميداليات في دورة الألعاب الأولمبية الشتوية من أي بلد آسيوي آخر مع ما مجموعه 45 ميدالية (23 ذهبية، 14 فضية، وبرونزية 8). في دورة الألعاب الأولمبية الشتوية لعام 2010، احتلت كوريا الجنوبية المركز الخامس في ترتيب الميداليات العام. كوريا الجنوبية قوية وخصوصا في المسار القصير التزلج السريع. ومع ذلك، وسرعة التزحلق على الجليد والتزلج على الجليد شعبية جدا، جدا، وهوكي الجليد هي رياضة الناشئة مع انيانغ هالا الفوز في أول لقب دوري آسيا هوكي الجليد في مارس 2010.
استضافت سيول في سباق الترياتلون المهنية، والتي هي جزء من الاتحاد الدولي الترياتلون (ITU) سلسلة بطولة العالم في مايو 2010.
في أكتوبر 2010، واستضافت كوريا الجنوبية أول سباق فورمولا واحد في الدائرة الدولية الكورية في Yeongam، على بعد حوالى 400 كم (250 ميل) إلى الجنوب من سيول. في عام 2011، فإن مدينة ديغو الكورية الجنوبية من استضافة بطولة العالم لألعاب القوى 2011 في ألعاب القوى.
كوريا الجنوبية لديها ثلاثة مسارات سباق الخيل الذي سيؤول سباق بارك في Gwacheon، جيونجي دو هو أكبر.

## الملاحظات
1. ↑  الكوريون الجنوبيون يستخدمون الاسم هانجوك (한국, 韓國) عند الإشارة إلى كوريا الجنوبية أو كوريا ككل. الترجمة الحرفية لكوريا الجنوبية، نامهان (남한, 南韓)، نادرا ما تستخدم. الكوريون الشماليون يستخدمون نامشوسون (남조선, 南朝鮮) عند الإشارة إلى كوريا الجنوبية، مشتق من الاسم الكوري الشمالي لكوريا، Chosŏn (조선, 朝鮮).

### الفهرس
- Cumings, Bruce (1997). Korea's place in the sun. New York: W.W. Norton. ISBN:0-393-31681-5. مؤرشف من الأصل في 2022-05-31.
- KOIS (Korea Overseas Information Service) (2003). Handbook of Korea, 11th ed. Seoul: Hollym. ISBN:1-56591-212-8.
- Nahm, Andrew C. (1996). Korea: A history of the Korean people (2nd ed.). Seoul: Hollym. ISBN:1-56591-070-2.
- Yang, Sung Chul (1999). The North and South Korean political systems: A comparative analysis (rev. ed.). Seoul: Hollym. ISBN:1-56591-105-9.
- Yonhap News Agency (2004). Korea Annual 2004. Seoul: Author. ISBN:89-7433-070-9.
- Hart, Dennis (2003). From Tradition to Consumption: Constructing a Capitalist Culture in South Korea. Seoul: Author. ISBN:89-88095-44-8.
- Breen, Michael (2004). [[The Koreans: Who They Are, What They Want, Where Their Future Lies|The Koreans: Who They Are, What They Want, Where Their Future Lies]]  [[d:Q7744932#sitelinks-wikipedia|[لغات أخرى]]]‏. St. Martin's Griffin. ISBN:0-312-32609-2. {{استشهاد بكتاب}}: تعارض مسار مع وصلة (مساعدة)

## وصلات خارجية
- Korea.net: Gateway to Korea
- https://english.president.go.kr/main.php
- Korea National Statistical Office
- كوريا الجنوبية في موسوعة بريتانيكا
- كوريا الجنوبية  على كتاب حقائق العالم
- A Country Study: كوريا الجنوبية في المكتبة الكونغرس
- كوريا الجنوبية على مشروع الدليل المفتوح
- Main cities of South Korea, satellite views and geographical coordinates